# Кілійський район
Кілі́йський райо́н — колишня адміністративно-територіальна одиниця Одеської області України. Розташовувався у південно-східній частині області на лівому березі гирлової частини річки Дунаю і займав територію площею 135 870 гектарів.
Район утворений 11 листопада 1940 року, спочатку в складі Аккерманської області, а з грудня того ж року — Ізмаїльської області. 15 лютого 1954 року територія району включена до складу Одеської області.
Ліквідований відповідно до Постанови Верховної Ради України «Про утворення та ліквідацію районів» від 17 липня 2020 року № 807-IX.
Територія району ввійшла до складу перезаснованого Ізмаїльського району.
Населення району мешкало в 20 населених пунктах, з них 2 міста, 16 сіл та 2 селища, що входили до 2 міських і 13 сільських рад. Адміністративний центр району — місто Кілія. Чисельність наявного населення району на 1 грудня 2011 року становила 53 646 осіб, з них 55 % складає міське населення.
Промисловість району була представлена підприємствами добувної, харчової промисловості, перероблення сільськогосподарських продуктів, та машинобудування. Район мав потужний потенціал для розвитку туристичних послуг. У районі були запаси цегельної сировини (під ріллею), будівельного каменю (вапняку), та будівельного піску. Велика територія району була зайнята під чеками для вирощення рису.
На території району розташовувалися 92 об'єкти соціальної сфери: 24 загальноосвітні навчальні заклади, 22 дитячі дошкільні установи, 21 клуб і будинок культури, та 25 бібліотек.
Територією району проходив автошлях Ростов — Одеса — Рені E87 М15. Довжина автошляхів загального користування становила 244,1 км, усі з твердим покриттям. На північному заході Кілійського району розташована станція гілки залізничної магістралі Одеса — Дзинілор — Ізмаїл. Район обслуговувався водним транспортом через дунайський порт — Усть-Дунайськ і портпункти Кілія та Вилкове. У районі були 2 мережі каналізації, у 6 населених пунктах діяв водопровід.
В дельті Дунаю на крайньому південному заході району було розташоване місто Вилкове, відоме під назвою «Українська Венеція» завдяки численним каналам-єрикам, проритим вздовж вулиць. На півдні розташоване одне з найстаріших міст України — Кілія. У Чорному морі є єдиний в Україні віддалений морський острів — Зміїний, біля берегів котрого були знайдені рідкісні предмети, вік яких сягає епохи античності. Поблизу села Ліски створений ботанічний заказник місцевого значення Ліски. Значна частина островів дельти Дунаю та великі території дунайських плавнів, що у південно-західній частині району, входять до складу Дунайського біосферного заповідника. В дельті Дунаю на території Кілійського та Ізмаїльського районів створений регіональний ландшафтний парк «Ізмаїльські острови».

## Фізико-географічна характеристика

### Розташування
Кілійський район розташовувався в південно-західній частині України, на крайньому південному сході Одеської області. Територія району простягається на 61 км по довготі та на 56 км по широті. На заході по суходолу та частково по озеру Китай район межує з Ізмаїльським районом. Його сусідом на північному-заході є Арцизький район, на півночі — Татарбунарський район, межа з яким частково проходить по лиману Сасик. З півдня Кілійський район обмежений державним кордоном з Румунією по річці Дунай. Всього в межах району пролягають 182 км державного кордону. На сході територія району обмежена водами Чорного моря, морське узбережжя якого сягає у довжину майже 60 км. Також до Кілійського району належить ряд островів у дельті Дунаю та морський острів Зміїний, що віддалений від материка 37-кілометровою відстанню.
Відстань від райцентру до населених пунктів району сягає 12-38 км автодорогою, до обласного міста Одеси — 209 км. Середня відстань між населеними пунктами Кілійського району — 32 км.

### Адміністративно-територіальний устрій
Станом на 1 січня 2012 року система місцевого самоврядування Кілійського району складається з 15 адміністративно-територіальних одиниць, у тому числі 13 сільських та 2 міських рад, які, в свою чергу, складаються з 20-ти населених пунктів, а саме 2 міст районного значення, 16 сіл та 2 селищ. Влада органів самоврядування 9 сіл та 1 міста розповсюджується лише на один населений пункт; 4 сільські ради та 1 міська мають у своєму складі по 2 населених пункти. На острові Зміїний міститься єдиний в Україні населений пункт повністю відділений від материкового суходолу — селище Біле. Районні владні органи — Кілійська районна рада та Кілійська районна державна адміністрація.
Територія Кілійського району займає 135 869,5 га, що становить 4,08 % площі Одеської області (13 місце в області). З них: сільгоспугіддя займають 74 038,52 га, під господарськими будівлями і дворами зайнято 1 321,14 га, під господарськими шляхами і прогонами — 1 268 га, лісові землі — 2 501 га, забудовані землі — 3 910,7994 га, болота — 29 566,73 га, відкриті землі без рослинного покрову або з незначним покровом — 1 708,8106 га та 21 554,5 га знаходяться під водою. Загальна площа земель населених пунктів становить 7 458,6 га — 5,1 % території району.
| \| Рада та її населені пункти \| Адмінцентр \| Площа, га \| \| ------------------------------ \| ------------ \| --------- \| \| Кілійська районна рада \| Кілія \| 135 900 \| \| Вилківська міська рада \| Вилкове \| 34 979 \| \| Селище Біле \| Вилкове \| 20,05[12] \| \| Місто Вилкове \| Вилкове \| … \| \| Кілійська міська рада \| Кілія \| 19 456 \| \| Місто Кілія \| Кілія \| … \| \| Василівська сільська рада \| Василівка \| 3 571 \| \| Село Василівка \| Василівка \| 226 \| \| Десантненська сільська рада \| Десантне \| 7 890 \| \| Село Десантне \| Десантне \| 333 \| \| Село Новомиколаївка \| Десантне \| 59 \| \| Дмитрівська сільська рада \| Дмитрівка \| 6 155 \| \| Село Дмитрівка \| Дмитрівка \| 256 \| \| Лісківська сільська рада \| Ліски \| 8 319 \| \| Село Ліски \| Ліски \| 271 \| \| Мирнівська сільська рада \| Мирне \| 5 081 \| \| Село Мирне \| Мирне \| 192 \| \| Новоселівська сільська рада \| Новоселівка \| 6 713 \| \| Село Новоселівка \| Новоселівка \| 272 \| \| Приморська сільська рада \| Приморське \| 2 336 \| \| Село Приморське \| Приморське \| 195 \| \| Приозерненська сільська рада \| Приозерне \| 3 793 \| \| Село Приозерне \| Приозерне \| 209 \| \| Старотроянівська сільська рада \| Старі Трояни \| 6 565 \| \| Селище Дзинілор \| Старі Трояни \| 10 \| \| Село Старі Трояни \| Старі Трояни \| 300 \| \| Трудівська сільська рада \| Трудове \| 5 606 \| \| Село Миколаївка \| Трудове \| 38 \| \| Село Трудове \| Трудове \| 264 \| \| Фурманівська сільська рада \| Фурманівка \| 10 893 \| \| Село Фурманівка \| Фурманівка \| 190 \| \| Червоноярська сільська рада \| Червоний Яр \| 2 474 \| \| Село Червоний Яр \| Червоний Яр \| 108 \| \| Шевченківська сільська рада \| Шевченкове \| 9 907 \| \| Село Помазани \| Шевченкове \| 18 \| \| Село Шевченкове \| Шевченкове \| 637 \| |              |           |
| Рада та її населені пункти | Адмінцентр   | Площа, га |
| Кілійська районна рада | Кілія        | 135 900   |
| Вилківська міська рада | Вилкове      | 34 979    |
| Селище Біле | Вилкове      | 20,05     |
| Місто Вилкове | Вилкове      | …         |
| Кілійська міська рада | Кілія        | 19 456    |
| Місто Кілія | Кілія        | …         |
| Василівська сільська рада | Василівка    | 3 571     |
| Село Василівка | Василівка    | 226       |
| Десантненська сільська рада | Десантне     | 7 890     |
| Село Десантне | Десантне     | 333       |
| Село Новомиколаївка | Десантне     | 59        |
| Дмитрівська сільська рада | Дмитрівка    | 6 155     |
| Село Дмитрівка | Дмитрівка    | 256       |
| Лісківська сільська рада | Ліски        | 8 319     |
| Село Ліски | Ліски        | 271       |
| Мирнівська сільська рада | Мирне        | 5 081     |
| Село Мирне | Мирне        | 192       |
| Новоселівська сільська рада | Новоселівка  | 6 713     |
| Село Новоселівка | Новоселівка  | 272       |
| Приморська сільська рада | Приморське   | 2 336     |
| Село Приморське | Приморське   | 195       |
| Приозерненська сільська рада | Приозерне    | 3 793     |
| Село Приозерне | Приозерне    | 209       |
| Старотроянівська сільська рада | Старі Трояни | 6 565     |
| Селище Дзинілор | Старі Трояни | 10        |
| Село Старі Трояни | Старі Трояни | 300       |
| Трудівська сільська рада | Трудове      | 5 606     |
| Село Миколаївка | Трудове      | 38        |
| Село Трудове | Трудове      | 264       |
| Фурманівська сільська рада | Фурманівка   | 10 893    |
| Село Фурманівка | Фурманівка   | 190       |
| Червоноярська сільська рада | Червоний Яр  | 2 474     |
| Село Червоний Яр | Червоний Яр  | 108       |
| Шевченківська сільська рада | Шевченкове   | 9 907     |
| Село Помазани | Шевченкове   | 18        |
| Село Шевченкове | Шевченкове   | 637       |

### Клімат
Кілійський район розташований у зоні помірно-континентального клімату. Різниця в температурі по району досягає 5 °C. Середньорічна температура становить +11,1 °C. Зима м'яка, коротка та малосніжна з частими відлигами, триває з середини листопада до кінця березня (4,5 місяці), середня температура становить +0,8 °C. Найхолоднішим місяцем року є січень, середня його температура становить −1 °C, мінімальна температура −22,8 °C. Літо тривале, тепле, рідше спекотне, однак із недостатньою вологістю, триває з середини травня до кінця вересня (4,5 місяці), середня температура +20,8 °C. Найтепліший місяць — липень, середня температура +24 °C, максимальна +37,8 °C. Тривалість безморозного періоду коливається в інтервалі 250—260 днів, вегетаційний період — до 297 днів.
| Температура повітря     | Температура повітря | Температура повітря | Температура повітря | Температура повітря | Температура повітря | Температура повітря | Температура повітря | Температура повітря | Температура повітря | Температура повітря | Температура повітря | Температура повітря | Температура повітря | Температура повітря |
| Місяць                  | Січ                 | Лют                 | Бер                 | Кві                 | Тра                 | Чер                 | Лип                 | Сер                 | Вер                 | Жов                 | Лис                 | Гру                 |                     |                     |
| ----------------------- | ------------------- | ------------------- | ------------------- | ------------------- | ------------------- | ------------------- | ------------------- | ------------------- | ------------------- | ------------------- | ------------------- | ------------------- | ------------------- | ------------------- |
| Абсолютний максимум, °C | 16,1                | 21,1                | 26,1                | 27,8                | 31,1                | 37,8                | 37,2                | 36,1                | 33,9                | 31,1                | 25,0                | 18,9                |                     | 37,8                |
| Середній максимум, °C   | 2,8                 | 3.3                 | 8,3                 | 15,0                | 21,1                | 25,0                | 26,7                | 26,7                | 22,8                | 16,1                | 8,3                 | 3,9                 |                     | 15,0                |
| Середня температура, °C | −0,5                | 0                   | 4,4                 | 10,6                | 16,1                | 20,0                | 21,7                | 21,1                | 17,2                | 11,7                | 5,0                 | 1,1                 |                     | 11,1                |
| Середній мінімум, °C    | −3,9                | −3,3                | 0,5                 | 6,1                 | 11,1                | 15,0                | 16,1                | 15,6                | 11,7                | 6,7                 | 1,1                 | −1,7                |                     | 6,1                 |
| Абсолютний мінімум, °C  | −20,0               | −22,8               | −18,3               | −2,2                | 0                   | 6,7                 | 10,0                | 4,4                 | −2,2                | −7,8                | −16,1               | −16,2               |                     | −22,8               |

За рік випадає 300—600 мм атмосферних опадів. Найвологішивими місяцями є червень, липень та листопад, протягом яких місячна кількість опадів становить близько 60 — 80 мм. Найпосушливішими місяцями є січень і лютий, коли випадає 20 — 30 мм опадів. Середньорічна вологість повітря — 75 %. Найбільша вологість припадає на холодну пору року (листопад — лютий 85-90 %), найменша — у травні 56-60 %. Достатньо рідким явищем зими є заметілі, сніговий покрив у висоту сягає не більше 4 см. Зрідка трапляються посухи, що супроводжуються суховіями та пиловими бурями. Нерідким явищем є тумани та роса. Спостерігати їх можна впродовж усього року, але найчастіше тумани з'являються в холодній половині року (листопад — травень), тоді як роса — в літній.
| \| Місяць \| Січ \| Лют \| Бер \| Кві \| Тра \| Чер \| Лип \| Сер \| Вер \| Жов \| Лис \| Гру \| \| Всього \| \| ---------------- \| --- \| --- \| --- \| --- \| --- \| --- \| --- \| --- \| --- \| --- \| --- \| --- \| \| ------ \| \| Норма опадів, мм \| 20 \| 30 \| 40 \| 40 \| 50 \| 80 \| 60 \| 50 \| 30 \| 30 \| 40 \| 40 \| \| 580 \| |     |     |     |     |     |     |     |     |     |     |     |     |  |        |
| Місяць | Січ | Лют | Бер | Кві | Тра | Чер | Лип | Сер | Вер | Жов | Лис | Гру |  | Всього |
| Норма опадів, мм | 20  | 30  | 40  | 40  | 50  | 80  | 60  | 50  | 30  | 30  | 40  | 40  |  | 580    |

Середньорічна швидкість вітру — 3,8 м/с. Із вересня по квітень найбільшу повторюваність мають північні (18-41 %) та північно-західні вітри (12-26 %). Лише в травні взагалі не спостерігається чіткого переважання якого-небудь напрямку вітру. У червні-серпні переважаючим стають вітри від півдня і сходу, повторюваність кожного напрямку сягає 35 %. Найбільша швидкість вітру та найбільше число днів із швидкістю вітру понад 15 м/с спостерігається в холодну пору року (листопад — березень).
| \| Градація, % \| Січ \| Лют \| Бер \| Кві \| Тра \| Чер \| Лип \| Сер \| Вер \| Жов \| Лис \| Гру \| Рік \| \| --------------- \| ---- \| ---- \| ---- \| ---- \| ---- \| ---- \| ---- \| ---- \| ---- \| ---- \| ---- \| ---- \| ---- \| \| 0 м/с — 5 м/с \| 52,4 \| 54,4 \| 49,6 \| 56,5 \| 62,1 \| 64,2 \| 65,2 \| 67,6 \| 63,3 \| 48,2 \| 48 \| 47 \| 56,5 \| \| 6 м/с — 10 м/с \| 37,8 \| 33,9 \| 41,3 \| 37,6 \| 33,2 \| 32,3 \| 31,3 \| 29,1 \| 31,7 \| 41,8 \| 38,3 \| 41 \| 35,8 \| \| 11 м/с — 15 м/с \| 9,1 \| 10,3 \| 7,6 \| 5,8 \| 4,5 \| 3,3 \| 3,4 \| 3,3 \| 4,5 \| 8,8 \| 12,6 \| 10,3 \| 6,9 \| \| 16 м/с — 20 м/с \| 0,7 \| 1,4 \| 1,5 \| 0,2 \| 0,1 \| 0,3 \| 0,1 \| 0 \| 0,6 \| 1,2 \| 1,2 \| 1,2 \| 0,8 \| |      |      |      |      |      |      |      |      |      |      |      |      |      |
| Градація, % | Січ  | Лют  | Бер  | Кві  | Тра  | Чер  | Лип  | Сер  | Вер  | Жов  | Лис  | Гру  | Рік  |
| 0 м/с — 5 м/с | 52,4 | 54,4 | 49,6 | 56,5 | 62,1 | 64,2 | 65,2 | 67,6 | 63,3 | 48,2 | 48   | 47   | 56,5 |
| 6 м/с — 10 м/с | 37,8 | 33,9 | 41,3 | 37,6 | 33,2 | 32,3 | 31,3 | 29,1 | 31,7 | 41,8 | 38,3 | 41   | 35,8 |
| 11 м/с — 15 м/с | 9,1  | 10,3 | 7,6  | 5,8  | 4,5  | 3,3  | 3,4  | 3,3  | 4,5  | 8,8  | 12,6 | 10,3 | 6,9  |
| 16 м/с — 20 м/с | 0,7  | 1,4  | 1,5  | 0,2  | 0,1  | 0,3  | 0,1  | 0    | 0,6  | 1,2  | 1,2  | 1,2  | 0,8  |

Середня тривалості світлового дня, що особливо впливає на процес Фотоперіодизму живих організмів становить 11 годин 46 хвилини. Найбільша довгота дня у червні, що сягає до 15 год 50 хв., тоді як найменша — в грудні — 8 год 35 хв.
| \| Місяць \| Січ \| Лют \| Бер \| Кві \| Тра \| Чер \| Лип \| Сер \| Вер \| Жов \| Лис \| Гру \| \| ----------------------- \| ------------ \| ------------ \| ------------ \| ------------- \| ------------ \| ------------- \| ------------ \| ------------- \| ------------- \| ------------- \| ------------ \| ------------ \| \| Початок сутінків, год \| 6:59 \| 6:19 \| 5:27 \| 5:26 \| 4:40 \| 4:25 \| 4:49 \| 5:31 \| 6:13 \| 6:53 \| 6:34 \| 7:03 \| \| Схід сонця, год \| 7:32 \| 6:50 \| 5:57 \| 5:59 \| 5:16 \| 5:04 \| 5:26 \| 6:04 \| 6:43 \| 7:23 \| 7:08 \| 7:38 \| \| Сонце в зеніті, год \| 12:09 \| 12:11 \| 12:04 \| 12:56 \| 12:54 \| 12:59 \| 13:04 \| 13:00 \| 12:50 \| 12:42 \| 11:43 \| 11:55 \| \| Захід сонця, год \| 16:46 \| 17:32 \| 18:12 \| 19:54 \| 20:32 \| 20:54 \| 20:40 \| 19:56 \| 18:56 \| 17:59 \| 16:18 \| 16:13 \| \| Кінець сутінків, год \| 17:19 \| 18:03 \| 18:42 \| 20:26 \| 21:08 \| 21:33 \| 21:17 \| 20:28 \| 19:26 \| 18:30 \| 16:51 \| 16:48 \| \| Тривалість дня, год \| 9 год 14 хв \| 10 год 42 хв \| 12 год 15 хв \| 13 год 55 хв \| 15 год 16 хв \| 15 год 50 хв \| 15 год 14 хв \| 13 год 52 хв \| 12 год 13 хв \| 10 год 36 хв \| 9 год 10 хв \| 8 год 35 хв \| \| Тривалість ночі, год \| 14 год 56 хв \| 13 год 18 хв \| 11 год 45 хв \| 10 год 5 хв \| 8 год 44 хв \| 8 год 10 хв \| 8 год 46 хв \| 10 год 8 хв \| 11 год 47 хв \| 13 год 24 хв \| 14 год 50 хв \| 15 год 25 хв \| \| Сонячне сіяння, год/міс \| 69 год 36 хв \| 79 год 12 хв \| 144 год \| 208 год 48 хв \| 276 год \| 304 год 48 хв \| 348 год \| 321 год 36 хв \| 249 год 36 хв \| 175 год 12 хв \| 69 год 36 хв \| 60 год \| |              |              |              |               |              |               |              |               |               |               |              |              |
| Місяць | Січ          | Лют          | Бер          | Кві           | Тра          | Чер           | Лип          | Сер           | Вер           | Жов           | Лис          | Гру          |
| Початок сутінків, год | 6:59         | 6:19         | 5:27         | 5:26          | 4:40         | 4:25          | 4:49         | 5:31          | 6:13          | 6:53          | 6:34         | 7:03         |
| Схід сонця, год | 7:32         | 6:50         | 5:57         | 5:59          | 5:16         | 5:04          | 5:26         | 6:04          | 6:43          | 7:23          | 7:08         | 7:38         |
| Сонце в зеніті, год | 12:09        | 12:11        | 12:04        | 12:56         | 12:54        | 12:59         | 13:04        | 13:00         | 12:50         | 12:42         | 11:43        | 11:55        |
| Захід сонця, год | 16:46        | 17:32        | 18:12        | 19:54         | 20:32        | 20:54         | 20:40        | 19:56         | 18:56         | 17:59         | 16:18        | 16:13        |
| Кінець сутінків, год | 17:19        | 18:03        | 18:42        | 20:26         | 21:08        | 21:33         | 21:17        | 20:28         | 19:26         | 18:30         | 16:51        | 16:48        |
| Тривалість дня, год | 9 год 14 хв  | 10 год 42 хв | 12 год 15 хв | 13 год 55 хв  | 15 год 16 хв | 15 год 50 хв  | 15 год 14 хв | 13 год 52 хв  | 12 год 13 хв  | 10 год 36 хв  | 9 год 10 хв  | 8 год 35 хв  |
| Тривалість ночі, год | 14 год 56 хв | 13 год 18 хв | 11 год 45 хв | 10 год 5 хв   | 8 год 44 хв  | 8 год 10 хв   | 8 год 46 хв  | 10 год 8 хв   | 11 год 47 хв  | 13 год 24 хв  | 14 год 50 хв | 15 год 25 хв |
| Сонячне сіяння, год/міс | 69 год 36 хв | 79 год 12 хв | 144 год      | 208 год 48 хв | 276 год      | 304 год 48 хв | 348 год      | 321 год 36 хв | 249 год 36 хв | 175 год 12 хв | 69 год 36 хв | 60 год       |

### Рельєф
|  |
|  |

Територія Кілійщини лежить на південно-західній околиці Східно-Європейської рівнини в межах Причорноморської низовини та межує з річкою Дунай, через що окремі її частини помітно відрізняються своїми природними умовами. Поверхня здебільшого рівнинна, підноситься над рівнем моря на 5-42 м з нахилом із північного заходу на південний схід, до узбережжя Чорного моря та дельти Дунаю. Рівнину перетинають неглибокі долини річок, яри та балки. Розташування на Східноєвропейській платформі зводить до мінімуму прояви таких стихійних явищ, як землетруси та вулканізм. Природно-заповідний і парковий фонд району складається з 22 об'єктів загальною площею 52 362,1 га (39 % території Кілійщини), з них 19 парків садово-паркового мистецтва (9,3 га), ботанічний заказник місцевого значення Ліски та 46 402,9 га Дунайського біосферного заповідника — заповідної території загальнодержавного значення.
Ґрунтовий шар району сформувався на лесових породах, та представлений в основному чорноземами, а саме поширеними в районі чорноземами південними й темно-каштановими слабосолонцюватими ґрунтами. На приморських косах і пересипах формуються дерново-піщані ґрунти, в дельті річки Дунай — дерново-глеєві, мулово-глеєві та торфово-глеєві ґрунти. Середня потужність гумусових горизонтів становить 53 см, з середньою родючістю (ґрунтово-агрохімічний індекс) 53 бали. З метою захисту ґрунтового покрову від вивітрювання, запобігання вимерзанню посівів та ерозії ґрунтів територію північного Кілійського району вкрито сіткою лісосмуг.
Кілійський район не відрізняється великою різноманітністю корисних копалин. Найбільше розповсюдження мають тверді нерудні корисні копалини місцевого значення — піски, суглинки, гравій, вапняки, галька, мергель, які використовуються як будівельні матеріали. Разом з Саратським, входить у зону родовищ нафти і газу. Більш активно на предмет виявлення нафтогазоносних родовищ вивчається шельф Чорного моря.

### Водні ресурси
На території району знаходяться великі запаси поверхневих вод, що належать басейнам річки Дунай та Північного Причорномор'я. На півдні протікає головна водна артерія Європи — річка Дунай, а саме Кілійське гирло, 58 км якого належать до території району. Річка має важливе господарське значення у зрошуванні, судноплавстві, та у забезпеченні питною водою мешканців регіону. На лівобережжі нижнього Дунаю, в долині від Кілійського гирла на північ є чимало водоймищ, серед них малі річки місцевого значення: Дракуля (по району 21,2 км), Нерушай (12 км), Єнікой (11,5 км), Аліяга (8,7 км), і Киргиж-Китай (5,5 км); 3 проточні балки: Приозерна (5,5 км), Каназир (5 км) і Казейка (4,8 км), близько 100 малих гирл, річечок і струмків, та близько 100 озер, лиманів і ставків з обсягом води близько 8 млн м³. Серед останніх — штучно ізольований лиман лагунового типу Сасик (Кундук), відділений від моря лише вузькою смугою піщано-черепашкового пересипу, та прісноводне озеро заплавно-лиманного типу Китай, а також озера Зелений Кут і Лебединка, озерно-болотний комплекс Лімба, Дракулевське і Казейське водосховища, Пукаловський лиман, Карачевський лиман (Шведово), лиман Малий солоний, лиман Грабовський, Лісковські пруди і Фурманівський пруд; Трудовський і Шевченківський риброзплідники, Кілійське та Вилківське ПТРХ, та затока Базарчук. На сході територія району омивається Чорним морем, на березі якого розташовані Приморська курортно-розважальна зона та Вилківський рекреаційний комплекс зеленого туризму.
Загальна площа територій зайнятих водою становить 21 554,5 га, що становить близько 16 % території району. З них природні водотоки становлять 4 105,63 га території району, штучні водотоки — 4 059,63 га, під озерами і лиманами — 12 063,09 га; ставки — 5 919 га, та 1 266,96 га займають штучні водосховища.
Завдяки гідрологічним та геолого-геоморфологічним умовам глибина залягання підземних вод від поверхні землі становить 1-15 м. За рахунок понад 600 артезіанським свердловинам запаси води водоносного горизонту Кілійщини використовуються для господарсько-побутових, виробничих потреб, та сільськогосподарського водопостачання.

### Флора
Район лежить у степовій зоні, відповідно природна рослинність регіону — степова. Для півдня характерна лучна рослинність, що займає рівнинні ділянки прируслових та заплавних гряд, і представлена угрупуваннями болотистих, засолених, справжніх та остепнених лук, трав'яних боліт та болотистих лук. Болотна рослинність (очерет, рогіз) є характерним елементом плавнів Дунаю та приозерної рослинності. Солонцева та солончакова рослинність представлена досить незначними площами. З просуванням на північ з'являється більше степових видів, серед яких переважають трав'янисті рослини (понад 90 % видів), що пристосовані до умов середнього зволоження та посухи. Спектр провідних родин складають айстрові, злакові, бобові, осокові, хрестоцвітні, лободові, гвоздичні, губоцвітні, гречкові, зонтичні, жовтецеві, шорстколисті тощо. На півдні та південному заході району наявні невеликі площі лісової рослинності. В її складі переважають різні види верб. Серед них найпоширеніші верба біла та верба ламка.
Значне місце у флорі району належить водній рослинності. Вона представлена невкоріненими вільноплаваючими, вкоріненими зануреними, вкоріненими з плаваючими листками, та повітряно-водними формами. Зазвичай зустрічаються тостера (морська трава), рдесник, філофора (червона водорість), харові, та інші водорості. У товщі води також численні дуже дрібні одноклітинні водорості (фітопланктон). Особливо розвинені діатомові водорості та динофлагелянти. Чисельність і біомаса планктонних водоростей найбільш висока в поверхневому шарі води, досягає в літній період декількох десятків мільйонів клітин на літр.
Численні види флори Кілійщини занесені до Червоної книги України. Із «червонокнижних» видів тут охороняються, зокрема, сальвінія плаваюча, водяний горіх плаваючий, плавун щитолистий, меч-трава болотна, альдрованда пухирчаста, зозулинець болотний, коручка болотна і чемерицеподібна, білоцвіт літній, гвоздика бессарабська, ковила дніпровська, золотобородник цикадовий та ін.

### Фауна
Завдяки географічному положенню та кліматичним умовам Кілійський район відрізняється від інших регіонів України різноманітним тваринним світом, іхтіо- та орнітофауною, мисливськими та іншими видами фауни, що представлені 1500 видами безхребетних та більш ніж 400 видами хребетних тварин.
Найчисельнішою та найважливішою як у природоохоронному, так і екологічному плані групою хребетних тварин району є птахи. Зареєстровано понад 320 видів птахів, серед них зустрічаються рідкісні види, як то: великий та малий баклан, ковпик (косар), сіра, руда, мала та велика білі чаплі, квак, крячки річковий та рябодзьобий, рожевий та кучерявий, орлан-білохвіст та інші.
Серед земноводних найчисельнішими є озерна та їстівна жаби, звичайна квакша та дунайський тритон. Також водяться гребінчастий тритон, кумка червоночерева, трав'яна.
Серед плазунів численними є болотна черепаха, звичайний вуж та прудка ящірка. Зустрічаються різнокольоровий ящур, кримська ящірка, водяний вуж, звичайна і східна степова гадюки.
Розповсюдженими представниками ссавців є зайці-русаки, хом'як, ховрашок. Водяться також козулі, дикий кабан, лисиця звичайна, борсук, куниця та ін. Особливий інтерес викликає єдиний представник ластоногих Чорного моря — тюлень-монах, окремі особини якого до 80-х років спостерігались в українській частині дельти Дунаю на території заповідника. У Чорному морі наявні популяції дельфінів (афаліна, білобочка, азовка). Із навколоводних звірів — мешканці прісних водойм: інтродуковані ондатра та єнотоподібний собака, а також рідкісні «червонокнижні» — горностай, річкова видра, європейська норка. У плавнях зрідка зустрічається кіт лісовий.
Іхтіофауна річок різноманітна. В річках і озерах водяться лящ, судак, сом, щука, короп, окунь та інші види риб. Розводять товстолобика, білого амура, коропа. В акваторії Дунаю зустрічаються види риб, занесені до Червоного списку МСОП: шип, атлантичний осетер, чорноморський та дунайський лосось, умбра, чоп великий та малий, стерлядь, вирезуб, пічкур дунайський, шемая, йорж смугастий, білуга (найбільша серед риб, що мешкають у прісних водах Європи), та інші. З промислових видів найціннішими є осетрові та дунайський оселедець.
З видів дикої фауни Кілійщини багато занесені до Червоної Книги України та Червоного Списку МСОП: з ссавців — афаліна чорноморська, білобочка чорноморська, азовка, тюлень-монах, вечірниця велетенська, сліпак білозубий, кріт європейський та інші, з птахів — пелікан рожевий та кучерявий, гоголь, орел-могильник, лунь польовий та степовий, шпак рожевий та інші.

## Історія
У I—III століттях північно-західне Причорномор'я було завойоване римлянами, на зміну яким у III столітті з північного заходу прийшли готи, а наприкінці IV століття — гунни, що нахлинули зі сходу. У VIII столітті у межиріччі Дунаю й Дністра осіли албано-болгарські племена. За часів Київської Русі тут мешкають слов'яни, яких у свою чергу в XII ст. вигнали звідси печеніги. Згодом тут кочували половці, на зміну яким у XIII столітті прийшли монголо-татарські орди, чиє хазяйнування призвело до поступового перетворення Північного Причорномор'я на так зване Дике Поле. Але вже в XV столітті ці території були завойовані Османською імперією. У XV ст. із Золотої Орди, що розпалася, виділилося Кримське ханство, правителі якого контролювали територію між Дністром та Південним Бугом. Задністровська частина, яка тоді мала назву Буджак, підпала під владу Молдовського князівства, яке з середини XV століття поступово переходить під контроль Османської імперії. У 1475 році і Кримське ханство стає васалом Османської імперії, яка з тих часів і майже на три сотні років перетворила Північне Причорномор'я на плацдарм для османсько-татарських нападів на північніші землі.

Виникнення поселень на території сучасного Кілійського району

На початку XIX століття величезні простори колишнього Дикого Поля починають поступово заселятися переселенцями (переважно біглими селянами) з Речі Посполитої, Російської імперії та Молдови. Російській імперії знадобилося три російсько-турецькі війни (1768–1774, 1787–1792 й 1806-1812 років), щоб остаточно витіснити турків з території сучасної Кілійщини. Тим не менше, у 1856 році, в результаті невдалої для Російської імперії Кримської війни, Придунав'я відійшло від неї до Османської імперії і було повернене лише у 1878 році. У 1918–1920 роках територія району зазнала іноземної військової інтервенції й була окупована Румунським королівством (1918 рік), у складі якого перебувала до 1940 року.
11 листопада 1940 року, після відходу Бессарабії до СРСР згідно з пактом Молотова — Ріббентропа, була утворена нова адміністративно-територіальна одиниця спочатку Аккерманської області (протягом 7 серпня — 7 грудня 1940 року), пізніше Ізмаїльської — Кілійський район. Періодом невизначеності були воєнні роки Другої світової війни, коли територія району була окупована військами Румунського королівства. У 1944 році район остаточно відійшов до складу Української РСР. З приходом радянських військ, починається мобілізація боєздатного населення в ряди РСЧА. На фронтах країн Центральної та Південної Європи загинуло та зникло безвісти 2 063 жителів району. Імена радянських кілійський воїнів та односельчан, що загинули в роки Другої світової війни, викарбувано на плитах і стелах 18 пам'ятників і обелісків міст та сіл району.
Починаючи з 15 лютого 1954 року, територія Ізмаїльської області включена до складу Одеської області. Внаслідок хрущовських реформ з адмінподілу 30 грудня 1962 року було проведене укрупнення районів. Кілійський район був ліквідований, а його територія розділена між Ізмаїльським і Татарбунарським районами. При цьому місто Кілія було виділене в місто обласного підпорядкування з підпорядкування йому міста Вилкового. Після усунення від влади Хрущова протягом 1965—1966 років багато колишніх районів було відновлено. Так, 4 січня 1965 року було відновлено Кілійський район з частин територій Ізмаїльського і Татарбунарського районів і Кілійської міськради. 05.02.1965 Указом Президії Верховної Ради Української РСР передано Новоселівську сільраду Ізмаїльського району до складу Кілійського району.
Створюються 94 первинних партійних, 153 профспілкових, 98 комсомольських організацій. Встановлюються 11 пам'ятників В. І. Леніну. Активно розвивається сільське господарство, діють 11 колгоспів, 3 рибоколгоспи, 5 радгоспів, за якими закріпляються 69,6 тисяч гектар сільськогосподарських угідь. Осушуються болота, на базі котрих будуються чеки для вирощення рису. Вже на кінець 60-х років посіви рису в районі займають близько 5,5 тисяч гектар. Починають працювати 20 промислових підприємств, на яких трудяться 14 400 мешканців Кілійщини. У 1969 році населення обслуговують 35 медичних установ, де задіяні 110 лікарів та 450 працівників із середньою спеціальною освітою. У 26 загальноосвітніх школах, у тому числі в 15 середніх, 9 восьмирічних та 2 школах робітничої і сільської молоді в цей період 770 вчителів навчають майже 11 000 учнів. Діють 3 кінотеатри, 21 стаціонарна кіноустановка. Культурно-освітню роботу ведуть 20 будинків культури, 6 клубів, 35 бібліотек і історико-краєзнавчий музей на громадських засадах.
З проголошенням 24 серпня 1991 року Незалежності України, Кілійщина входить до складу України. 2003 року до адміністративної підлеглості Кілійського району було віднесено острів Зміїний.
Внаслідок безліч війн і зміни влад у Кілійському районі чимало збереглося історичних пам'яток. Від татар і турків збереглися географічні назви невеличких річок і озер (Кітай), поселень (Карамахмет, Галилешти), у місті Кілії частин міста (Омарбія, Міяки). Омарбія — названа так на честь османського морського адмірала, який у 1341 році зі своєю флотилією наскочив на венеціанську Кілію. Маяки, в якому раніше розводили велику рогату худобу, походить від османської «міяки», що означає те, що пахне молоком і маслом. Озеро Кітай дістало назву на честь одного з ватажків татарського племені, якого звали Кітай. Село Китай (Червоний Яр) отримало таку ж назву внаслідок розташовування на березі однойменного озера. Карамахмет — на честь останнього османського коменданта Кілійської фортеці Кара Махмет, що володів землями сучасного села Шевченкове. Карашикір (Мирне) — на ім'я османського пана, який володів землями села. Старі Трояни з назви Троянівського валу по обидва боки котрого розкинулося село. Колонія Єнікіой перейняла назву попереднього невеликого татарського населеного пункту на цьому ж місці (буквально звучить «Нове село»). Ліпованія отримала назву завдяки збіглим старовірів-розкольників та донським і запорізьким козакам. Село Чамачур (Приозерне), що в перекладі означає «прання білизни» засноване молдовськими вівчарями з Карпат. Село Фурманівка перейняло назву татарського поселення. Від молдовсько-румунського панування в народній мові залишилися безліч слів — папушоя (кукурудза), чапа (цибуля), ішак (віслюк), саламур (соус до ухи), лампач тощо. Деяким змін зазнала українська мова Кілійщини під впливом Росії, внаслідок чого утворився Південний Бессарабський діалект.
|                              |
| Місто Кілія-Нова XV століття |

|                                                                             |
| Фортеця Кілія Бессарабії на Чорному морі — Літографія 1825 року Kunike Anno |

|                                                                     |
| Торгова площа біля Свято-Покровського собору (Кілія) у 1930-ті роки |

Протягом 2014 року в ході Антитерористичної операції на сході України жертвами протистояння територіальній експансії Російської федерації та ліквідації терористичних організацій стали три мешканця Кілійського району:
| Прізвище, ім'я, по батькові    | Дата та місце народження                                                   | Підрозділ, звання та посада                                                                             | Дата та місце загибелі                                                  | Обставини загибелі | Місце поховання |
| ------------------------------ | -------------------------------------------------------------------------- | --- | ----------------------------------------------------------------------- | --- | --- |
| Гіржеу Руслан Станіславович    | 10 квітня 1994, уродженець с. Десантне Кілійського району Одеської області | 25-та окрема аеромобільна бригада (Дніпро) Високомобільних десантних військ ЗСУ, механік-водій, рядовий | 16 травня 2014, м. Краматорськ Донецької області                        | Загинув під час боїв біля м. Краматорськ унаслідок нещасного випадку | с. Новомиколаївка Кілійського району Одеської області |
| Поляков Василь Вікторович      | 2 травня 1991, уродженець с. Дмитрівка Кілійського району Одеської області | 10-й мобільний прикордонний загін, начальник групи відділення спеціальної техніки, сержант              | 11 липня 2014, с-ще Довжанське Свердловського району Луганської області | Загинув під час надання допомоги в евакуації поранених товаришів в ході обстрілу бойовиками з установки «Град» у 4:30 ранку позицій прикордонників в Луганській області у районі пункту пропуску «Довжанський» від пострілу снайпера в потилицю | с. Дмитрівка Кілійського району Одеської області. Указом президента України № 593/2014 від 15.07.2014 р., «За особисту мужність і героїзм, виявлені у захисті державного суверенітету та територіальної цілісності України», нагороджений орденом «За мужність» III ступеня (посмертно). |
| Коломієць Олександр Васильович | 10 січня 1976, уродженець м. Кілії Одеської області                        | 145-й окремий ремонтно-відновлювальний полк, командир взводу, молодший лейтенант                        | 21 серпня 2014                                                          | Загинув під час обстрілу бойовиками з установки «Град» (БМ-21) позицій полку | м. Кілія Одеської області |

## Органи влади та громадські організації
До владних структур Кілійського району належать: районна державна адміністрація, районна рада, 2 міські і 13 сільських рад.
| Заступник голови Кілійської районної державної адміністрації | Дамаскін Михайло Васильович |
| Керівник апарату Кілійської районної державної адміністрації | Трясцина Віра Пантеліївна   |

Кілійська районна рада — обрана на місцевих виборах 3 листопада 2010 року.
| Голова Кілійської районної ради           | Бойченко Павло Іванович      |
| Заступник голови Кілійської районної ради | Карастойка Людмила Дмитрівна |

|                                          | Партія                                                  | % голосів                                | Депутати |  |
| ---------------------------------------- | ------------------------------------------------------- | ---------------------------------------- | -------- |  |
|                                          | Партія регіонів                                         | 70,0                                     | 42       |  |
|                                          | Соціалістична партія України                            | 8,3                                      | 5        |  |
|                                          | Політична партія Всеукраїнське об'єднання «Батьківщина» | 5,0                                      | 3        |  |
|                                          | Політична партія «Фронт Змін»                           | 5,0                                      | 3        |  |
|                                          | Комуністична партія України                             | 3,3                                      | 2        |  |
|                                          | Політична партія «Єдина Україна»                        | 3,3                                      | 2        |  |
|                                          | Політична партія «Сильна Україна»                       | 3,3                                      | 2        |  |
|                                          | Політична партія «Наша Україна»                         | 1,7                                      | 1        |  |
| Загальна кількість депутатських мандатів | Загальна кількість депутатських мандатів                | Загальна кількість депутатських мандатів | 60       |  |

Кілійському районі налічується 380 структурних утворень політичних партій України
| \| Скликання ВРУ \| Територіальний виборчий округ \| Особа \| Висування \| Результати голосування \| Термін депутатських повноважень \| Комісія \| \| ------------- \| -------------------------------------------------------------------------------------------------------- \| --------------------------- \| ---------------------------------------------------------------------------------------------------------------------------------- \| --------------------------------------- \| ----------------------------------------- \| ------------------------------------------------------------------------------------------------------- \| \| I \| Кілійський виборчий округ № 311 \| Поджаров Іван Іванович \| Трудовий колектив колгоспу «Дружба» Кілійського району \| 2-й тур, 56,35 % голосів, 3 претенденти \| 15 травня 1990 року — 18 червня 1992 року \| Член Комітету з питань діяльності Рад народних депутатів, розвитку місцевого самоврядування \| \| I \| Кілійський виборчий округ № 311 \| Боделан Руслан Борисович \| Трудовий колектив КСП «Єнікіой» Кілійського району, пленум районної ради ветеранів, виборці села Кирнички Ізмаїльського району \| 1-й тур — 61,4 %, 2 претенденти \| 14 грудня 1992 року — 10 травня 1994 року \| Член Комітету з питань діяльності Рад народних депутатів, розвитку місцевого самоврядування \| \| II \| Кілійський виборчий округ № 312 \| Боделан Руслан Борисович \| Позапартійний \| 2-й тур — 55,91 %, 8 претендентів \| 11 травня 1994 року — 6 лютого 1997 року \| Член Комітету з питань діяльності Рад народних депутатів, розвитку місцевого самоврядування \| \| III \| № 140 — Арцизський, Ізмаїльський (частково), Кілійський, Тарутинський, Татарбунарський (частково) райони \| Цушко Василь Петрович \| Виборчий блок Соціалістичної партії України та Селянської партії України «За правду, за народ, за Україну!», № 45 виборчого списку \| 1-й тур — 42,68 %, 8 претендентів \| 12 травня 1998 року — 14 травня 2002 року \| Секретар Комітету з питань фінансів і банківської діяльності \| \| IV \| № 140 — Ізмаїльський (частково), Кілійський, Тарутинський райони \| Крук Юрій Борисович \| Позапартійний \| 1-й тур — 49,92 %, 10 претендентів \| 14 травня 2002 року — 25 травня 2006 року \| Заступник голови Комітету з питань будівництва, транспорту, житлово-комунального господарства і зв'язку \| \| V \| № 140 — Арцизький, Болградський, Кілійський та Тарутинський райони \| Крук Юрій Борисович \| Виборчий блок Юлії Тимошенко, № 77 виборчого списку \| \| 25.05.2006 — 12 червня 2007 року \| Голова Комітету з питань транспорту і зв'язку \| \| VI \| № 140 — Арцизький, Болградський, Кілійський та Тарутинський райони \| Дубовой Олександр Федорович \| Виборчий блок Юлії Тимошенко, № 128 виборчого списку \| \| 30 вересня 2007 року — діє \| Член Комітету з питань паливно-енергетичного комплексу, ядерної політики та ядерної безпеки \| | |                             | |                                         |                                           | |
| Скликання ВРУ | Територіальний виборчий округ                                                                            | Особа                       | Висування | Результати голосування                  | Термін депутатських повноважень           | Комісія                                                                                                 |
| I | Кілійський виборчий округ № 311                                                                          | Поджаров Іван Іванович      | Трудовий колектив колгоспу «Дружба» Кілійського району                                                                             | 2-й тур, 56,35 % голосів, 3 претенденти | 15 травня 1990 року — 18 червня 1992 року | Член Комітету з питань діяльності Рад народних депутатів, розвитку місцевого самоврядування             |
| I | Кілійський виборчий округ № 311                                                                          | Боделан Руслан Борисович    | Трудовий колектив КСП «Єнікіой» Кілійського району, пленум районної ради ветеранів, виборці села Кирнички Ізмаїльського району     | 1-й тур — 61,4 %, 2 претенденти         | 14 грудня 1992 року — 10 травня 1994 року | Член Комітету з питань діяльності Рад народних депутатів, розвитку місцевого самоврядування             |
| II | Кілійський виборчий округ № 312                                                                          | Боделан Руслан Борисович    | Позапартійний | 2-й тур — 55,91 %, 8 претендентів       | 11 травня 1994 року — 6 лютого 1997 року  | Член Комітету з питань діяльності Рад народних депутатів, розвитку місцевого самоврядування             |
| III | № 140 — Арцизський, Ізмаїльський (частково), Кілійський, Тарутинський, Татарбунарський (частково) райони | Цушко Василь Петрович       | Виборчий блок Соціалістичної партії України та Селянської партії України «За правду, за народ, за Україну!», № 45 виборчого списку | 1-й тур — 42,68 %, 8 претендентів       | 12 травня 1998 року — 14 травня 2002 року | Секретар Комітету з питань фінансів і банківської діяльності                                            |
| IV | № 140 — Ізмаїльський (частково), Кілійський, Тарутинський райони                                         | Крук Юрій Борисович         | Позапартійний | 1-й тур — 49,92 %, 10 претендентів      | 14 травня 2002 року — 25 травня 2006 року | Заступник голови Комітету з питань будівництва, транспорту, житлово-комунального господарства і зв'язку |
| V | № 140 — Арцизький, Болградський, Кілійський та Тарутинський райони                                       | Крук Юрій Борисович         | Виборчий блок Юлії Тимошенко, № 77 виборчого списку                                                                                |                                         | 25.05.2006 — 12 червня 2007 року          | Голова Комітету з питань транспорту і зв'язку                                                           |
| VI | № 140 — Арцизький, Болградський, Кілійський та Тарутинський райони                                       | Дубовой Олександр Федорович | Виборчий блок Юлії Тимошенко, № 128 виборчого списку                                                                               |                                         | 30 вересня 2007 року — діє                | Член Комітету з питань паливно-енергетичного комплексу, ядерної політики та ядерної безпеки             |

### Політика
25 травня 2014 року відбулися Президентські вибори України. У межах Кілійського району були створені 34 виборчі дільниці. Явка на виборах складала — 42,78 % (проголосували 18 151 із 42 429 виборців). Найбільшу кількість голосів отримав Петро Порошенко — 28,06 % (5 093 виборців); Юлія Тимошенко — 27,11 % (4 921 виборців), Сергій Тігіпко — 15,22 % (2 762 виборців), Вадим Рабінович — 7,09 % (1 286 виборців), Михайло Добкін — 4,08 % (740 виборців). Решта кандидатів набрали меншу кількість голосів. Кількість недійсних або зіпсованих бюлетенів — 3,50 %.

## Соціально-економічна характеристика

### Населення
Чисельність населення Кілійського району станом на 1 січня 2012 року становила 54 843 жителя (2,38 % від загальної чисельності Одеської області (6 місце)), зокрема міського — 29,8 тисяч осіб (54,3 %) і сільського — 25,0 тисяч осіб (45,7 %). Обсяг природного скорочення у 2011 році, порівняно з минулим, збільшився на 13 осіб (на 6,8 %). Це сталося внаслідок збільшення кількості народжених на 18 осіб (2,6 %) і збільшення кількості померлих — на 31 особу (3,5 %). Середня компактність проживання населення — 39,5 особи на км², що нижче загальнодержавного показника (76,1 особи/км²). Найбільша щільність населення спостерігається в місті Кілія — 1 068 осіб/км². Найбільші населені пункти — Кілія, Вилкове та Шевченкове. Серед населених пунктів Кілійського району переважають малі з населенням до 2 000 осіб — 13 сіл, з них у 5-ти селах чисельність мешканців не перевищує 1 000 осіб. Кількість населених пунктів чисельністю понад 5 тисяч осіб — 3 (63,2 % загальної чисельності населення району).
| Стать | Всього | До 15 років | 15-24 | 25-44 | 45-64 | 65-85 | Понад 85 |
| --- | ------ | ----------- | ----- | ----- | ----- | ----- | -------- |
| Чоловіки | 28 313 | 6196        | 4176  | 8401  | 6894  | 2565  | 81       |
| Жінки | 31 523 | 5906        | 3902  | 8489  | 8212  | 4766  | 248      |
| \| Статево-вікова піраміда \| Статево-вікова піраміда \| Статево-вікова піраміда \| \| ----------------------- \| ----------------------- \| ----------------------- \| \| Чоловіки \| Вік \| Жінки \| \| 81 \| 85 + \| 248 \| \| 210 \| 80-84 \| 520 \| \| 433 \| 75-79 \| 1102 \| \| 829 \| 70-74 \| 1420 \| \| 1093 \| 65-69 \| 1724 \| \| 1438 \| 60-64 \| 1946 \| \| 1279 \| 55-59 \| 1619 \| \| 1954 \| 50-54 \| 2190 \| \| 2223 \| 45-49 \| 2457 \| \| 2343 \| 40-44 \| 2409 \| \| 2079 \| 35-39 \| 2081 \| \| 1977 \| 30-34 \| 1968 \| \| 2002 \| 25-29 \| 2031 \| \| 1865 \| 20-24 \| 1788 \| \| 2311 \| 15-20 \| 2114 \| \| 2616 \| 10-14 \| 2418 \| \| 2026 \| 5-9 \| 1966 \| \| 1554 \| 0-4 \| 1522 \| |        |             |       |       |       |       |          |
| Статево-вікова піраміда |        |             |       |       |       |       |          |
| Чоловіки | Вік    | Жінки       |       |       |       |       |          |
| 81 | 85 +   | 248         |       |       |       |       |          |
| 210 | 80-84  | 520         |       |       |       |       |          |
| 433 | 75-79  | 1102        |       |       |       |       |          |
| 829 | 70-74  | 1420        |       |       |       |       |          |
| 1093 | 65-69  | 1724        |       |       |       |       |          |
| 1438 | 60-64  | 1946        |       |       |       |       |          |
| 1279 | 55-59  | 1619        |       |       |       |       |          |
| 1954 | 50-54  | 2190        |       |       |       |       |          |
| 2223 | 45-49  | 2457        |       |       |       |       |          |
| 2343 | 40-44  | 2409        |       |       |       |       |          |
| 2079 | 35-39  | 2081        |       |       |       |       |          |
| 1977 | 30-34  | 1968        |       |       |       |       |          |
| 2002 | 25-29  | 2031        |       |       |       |       |          |
| 1865 | 20-24  | 1788        |       |       |       |       |          |
| 2311 | 15-20  | 2114        |       |       |       |       |          |
| 2616 | 10-14  | 2418        |       |       |       |       |          |
| 2026 | 5-9    | 1966        |       |       |       |       |          |
| 1554 | 0-4    | 1522        |       |       |       |       |          |

| Статево-вікова піраміда | Статево-вікова піраміда | Статево-вікова піраміда |
| ----------------------- | ----------------------- | ----------------------- |
| Чоловіки                | Вік                     | Жінки                   |
| 81                      | 85 +                    | 248                     |
| 210                     | 80-84                   | 520                     |
| 433                     | 75-79                   | 1102                    |
| 829                     | 70-74                   | 1420                    |
| 1093                    | 65-69                   | 1724                    |
| 1438                    | 60-64                   | 1946                    |
| 1279                    | 55-59                   | 1619                    |
| 1954                    | 50-54                   | 2190                    |
| 2223                    | 45-49                   | 2457                    |
| 2343                    | 40-44                   | 2409                    |
| 2079                    | 35-39                   | 2081                    |
| 1977                    | 30-34                   | 1968                    |
| 2002                    | 25-29                   | 2031                    |
| 1865                    | 20-24                   | 1788                    |
| 2311                    | 15-20                   | 2114                    |
| 2616                    | 10-14                   | 2418                    |
| 2026                    | 5-9                     | 1966                    |
| 1554                    | 0-4                     | 1522                    |

| Міста  | Вік         | Села   |
| ------ | ----------- | ------ |
| 5 770  | 0 — 17      | 5 861  |
| 9 584  | 18 — 39     | 8 117  |
| 9 249  | 40 — 59     | 7 018  |
| 5 430  | 60 і більше | 4 235  |
| 30 033 | Усього      | 25 231 |

| Чоловіки | Вік         | Жінки  |
| -------- | ----------- | ------ |
| 6 028    | 0 — 17      | 5 603  |
| 9 247    | 18 — 39     | 8 454  |
| 7 632    | 40 — 59     | 8 635  |
| 3 500    | 60 і більше | 6 165  |
| 26 407   | Усього      | 28 857 |

На території району мешкають представники 54 національностей і народностей, при цьому особи нетитульних національностей складають понад 55 % населення району. Частка українців — переважаюча більшість — 44,5 %, також проживають росіяни — 30 % та молдовани — 15,8 %. Частка інших національностей не значна і становить: болгари — 4 %, гагаузи — 3 %, а також євреї, вірмени, німці, цигани, білоруси й інші національності. Найбільша строкатість у національному складі спостерігається у північно-західній частині району. Тут переважає молдовське, болгарське та гагаузьке населення. У південних та центральних регіонах населення більш однорідне за національним складом та складається здебільшого з українців. У містах Кілія і Вилкове проживають представники багатьох національностей. У селах Десантне, Ліски, Трудове і Шевченкове переважаюча більшість — українці; У Василівці, Мирному і Приморському — в основному проживають росіяни; Дмитрівка, Приозерне, Фурманівка і Червоний Яр — молдовани; у Новоселівці — болгари; в Старих Троянах — гагаузи.
| \| Населений пункт \| Українці, осіб \| Росіяни, осіб \| Молдовани, осіб \| Болгари, осіб \| Гагаузи, осіб \| Інші, осіб \| Всього, осіб \| \| ----------------------------------------------------- \| -------------- \| ------------- \| --------------- \| ------------- \| ------------- \| ---------- \| ------------ \| \| Кілія \| 11 064 \| 8 057 \| 2 234 \| 785 \| 164 \| 469 \| 22 773 \| \| Вилкове \| 2 236 \| 5 540 \| 92 \| 37 \| 31 \| 1 490 \| 9 426 \| \| Шевченкове \| 4 784 \| 558 \| 119 \| 63 \| 53 \| 62 \| 5 639 \| \| Дмитрівка \| 8 \| 21 \| 3 042 \| 6 \| 1 \| 41 \| 3 119 \| \| Старі Трояни \| 41 \| 165 \| 81 \| 725 \| 1 282 \| 7 \| 2 301 \| \| Десантне \| 1 384 \| 223 \| 58 \| 49 \| 28 \| 98 \| 1 840 \| \| Приозерне \| 12 \| 8 \| 1 711 \| 25 \| 14 \| 8 \| 1 778 \| \| Приморське \| 599 \| 986 \| 14 \| 9 \| 4 \| 0 \| 1 612 \| \| Новоселівка \| 80 \| 65 \| 72 \| 750 \| 612 \| 18 \| 1 597 \| \| Мирне \| 349 \| 1 102 \| 51 \| 12 \| 7 \| 6 \| 1 527 \| \| Трудове \| 1 183 \| 26 \| 234 \| 28 \| 17 \| 7 \| 1 495 \| \| Фурманівка \| 450 \| 78 \| 816 \| 21 \| 18 \| 14 \| 1 393 \| \| Василівка \| 285 \| 606 \| 90 \| 58 \| 19 \| 70 \| 1 128 \| \| Червоний Яр \| 28 \| 15 \| 757 \| 6 \| 1 \| 0 \| 806 \| \| Новомиколаївка \| 217 \| 210 \| 70 \| 38 \| 20 \| 35 \| 590 \| \| Дзинілор \| 15 \| 62 \| 44 \| 15 \| 26 \| 0 \| 162 \| \| Помазани \| 84 \| 17 \| 3 \| 4 \| 0 \| 0 \| 108 \| \| Миколаївка \| 22 \| 3 \| 8 \| 0 \| 0 \| 0 \| 33 \| \| Всього, осіб \| 23 950 \| 18 589 \| 9 722 \| 2 557 \| 2 721 \| 2 299 \| 59 837 \| \| - перша за чисельністю національність - друга - третя \| \| \| \| \| \| \| \| |                |               |                 |               |               |            |              |
| Населений пункт | Українці, осіб | Росіяни, осіб | Молдовани, осіб | Болгари, осіб | Гагаузи, осіб | Інші, осіб | Всього, осіб |
| Кілія | 11 064         | 8 057         | 2 234           | 785           | 164           | 469        | 22 773       |
| Вилкове | 2 236          | 5 540         | 92              | 37            | 31            | 1 490      | 9 426        |
| Шевченкове | 4 784          | 558           | 119             | 63            | 53            | 62         | 5 639        |
| Дмитрівка | 8              | 21            | 3 042           | 6             | 1             | 41         | 3 119        |
| Старі Трояни | 41             | 165           | 81              | 725           | 1 282         | 7          | 2 301        |
| Десантне | 1 384          | 223           | 58              | 49            | 28            | 98         | 1 840        |
| Приозерне | 12             | 8             | 1 711           | 25            | 14            | 8          | 1 778        |
| Приморське | 599            | 986           | 14              | 9             | 4             | 0          | 1 612        |
| Новоселівка | 80             | 65            | 72              | 750           | 612           | 18         | 1 597        |
| Мирне | 349            | 1 102         | 51              | 12            | 7             | 6          | 1 527        |
| Трудове | 1 183          | 26            | 234             | 28            | 17            | 7          | 1 495        |
| Фурманівка | 450            | 78            | 816             | 21            | 18            | 14         | 1 393        |
| Василівка | 285            | 606           | 90              | 58            | 19            | 70         | 1 128        |
| Червоний Яр | 28             | 15            | 757             | 6             | 1             | 0          | 806          |
| Новомиколаївка | 217            | 210           | 70              | 38            | 20            | 35         | 590          |
| Дзинілор | 15             | 62            | 44              | 15            | 26            | 0          | 162          |
| Помазани | 84             | 17            | 3               | 4             | 0             | 0          | 108          |
| Миколаївка | 22             | 3             | 8               | 0             | 0             | 0          | 33           |
| Всього, осіб | 23 950         | 18 589        | 9 722           | 2 557         | 2 721         | 2 299      | 59 837       |
| - перша за чисельністю національність - друга - третя |                |               |                 |               |               |            |              |

Чисельність працездатного населення — 27 990 осіб (49,8 % від всього населення району), зокрема 15 900 жінок і 12 090 чоловіків. Значна частина економічно активного населення зайнята в сільському господарстві. Чисельність незайнятого населення району на початок 2012 року становила 948 осіб, або 3,9 % від загальної кількості незайнятих громадян
Одеської області. Рівень зареєстрованого безробіття склав 2,6 % населення працездатного віку, що на 1 % більше загальнообласного рівня.
В районі нараховується 11 559 дітей, із них 171 дитина — інвалід. Серед молоді, віком від 18 до 35 років — 298 осіб. Загальна кількість інвалідів — 1 665 осіб.
В районі всього 462 багатодітні сім'ї, з них в 16 сім'ях виховуються більше 8-ми дітей.
Кількість пенсіонерів — 13 608. Кількість ветеранів Другої світової війни — 799. Кількість чорнобильців — 107.
Загальна смертність по району за 2011 рік становила 976 осіб, з них 688 (70,5 %) померли від захворювань серцево-судинної системи, від травм і отруєнь — 90 осіб (9,2 %), від злоякісних новоутворень 75 хворих (7,7 %). Дитяча смертність за 2011 рік — 7,3 ‰.

### Промисловість

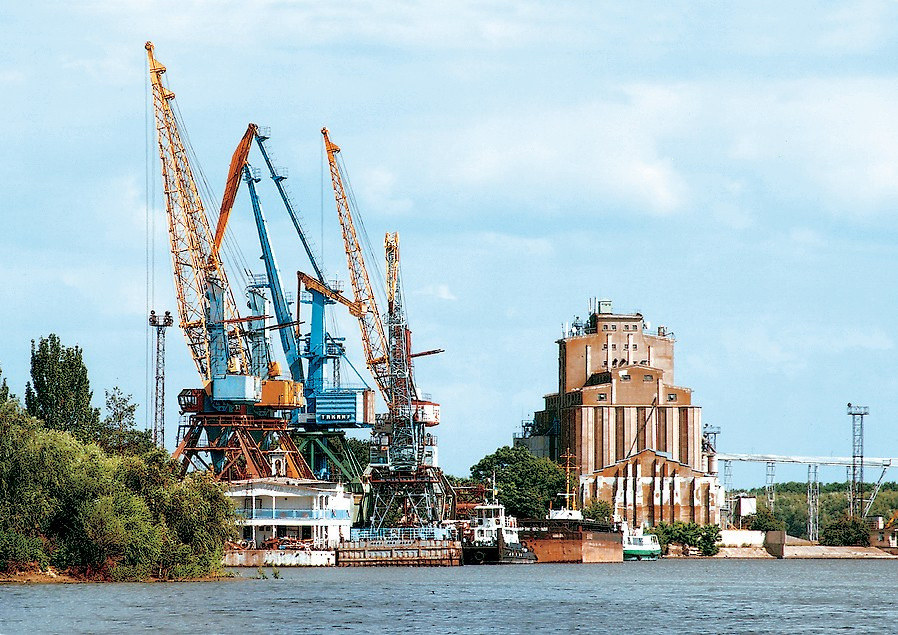
Узбережжя міста Кілії

Промисловість району представлена підприємствами різних форм власності, які займаються суднобудуванням та судноремонтом, переробкою сільськогосподарської продукції, а також виготовленням багатьох видів промислової продукції харчової та переробної промисловості. Протягом 2011 року промисловими підприємствами району вироблено на суму 99 млн. 23 тис. грн. товарної продукції (6 % виробництва області). До основних підприємств відносяться ТОВ «Титан», питома вага виробництва якого в загальному обсязі становить — 39 %, ТОВ «Лад» — 29 %, Кілійський суднобудівний-судноремонтний завод — 21 %, Вилківська ремонтно-експлуатаційна база флоту — 6 % та інші. Головними підприємствами району харчової та переробної промисловості є ТОВ «Титан», ТОВ «Лад» та ЗАТ «Кілійський виноробний завод».
| \| ГВСП «Кілійський суднобудівельний-судноремонтний завод» ВАТ УДП (КССРЗ)Кілія \| \| Завод має більш ніж 60-річний досвід роботи в галузі суднобудування та судноремонту, основним видом продукції його є виробництво суден класу «річка-море» (зерновози, баржі, корпуси контейнеровозів, барж-контейнеровозів). Окрім виконання замовлень вітчизняних споживачів (ВАТ «Українське Дунайське пароплавство», порти Дунайського і Чорноморського басейнів), підприємство будує судна для судновласників Бельгії, Нідерландів, Німеччини. З 1997 року підприємство є членом Клубу Лідерів Світової Торгівлі.[45] \| \| Вилківська ремонтно-експлуатаційна база флотуВилкове \| \| ВРЕБФ, що є філіалом Акціонерної судноплавної компанії «Укррічфлот», працює в галузі судноремонту працює. В числі замовників ВРЕБФ, окрім головного підприємства, входять місцеві риболовецькі і транспортні компанії.[46] \| \| ТОВ «Титан»Кілія \| \| Товариство виробляє понад 80 найменувань молочної та м'ясної продукції. Виробнича потужність підприємства дає змогу переробляти за добу до 100 голів худоби, виробляти до 10 тон ковбасних виробів та до 100 тон різноманітної молочної продукції. Підприємство постійно розширює асортимент продукції. М'ясомолочна продукція підприємства забезпечує потреби не лише населення району, але й реалізується за його межами, в тому числі експортується в Молдову.[47] \| \| ТОВ «Лад»Кілія \| \| Підприємство є основним виробником хліба та хлібобулочних виробів у районі. На сьогодні підприємство випускає понад 40 видів хліба та здоби. Окрім роздрібної мережі району, підприємство забезпечує хлібобулочними виробами села сусідніх районів. Окрім хліба та хлібобулочних виробів підприємство виробляє близько 10 найменувань круп. Другим напрямом діяльності підприємства є переробка та перевалка зерна. Елеватор ТОВ «Лад» є одним з найбільших в області. Його розташування на березі Дунаю дозволяє здійснювати перевалку зерна на річкові судна. \| \| ЗАТ «Кілійський виноробний завод»Кілія \| \| Кілійський винзавод спеціалізується на виробництві шампанських виноматеріалів, десертних та столових вин, відомих під торговельною маркою «Вінок Дунаю». Продукція підприємства запатентована, в її асортименті нараховується 17 найменувань марочних вин, найбільш відомі із них «Вінок Дунаю», «Сонце в бокалі» та кагор «Стара Кілія».[48] \| |
| ГВСП «Кілійський суднобудівельний-судноремонтний завод» ВАТ УДП (КССРЗ)Кілія |
| Завод має більш ніж 60-річний досвід роботи в галузі суднобудування та судноремонту, основним видом продукції його є виробництво суден класу «річка-море» (зерновози, баржі, корпуси контейнеровозів, барж-контейнеровозів). Окрім виконання замовлень вітчизняних споживачів (ВАТ «Українське Дунайське пароплавство», порти Дунайського і Чорноморського басейнів), підприємство будує судна для судновласників Бельгії, Нідерландів, Німеччини. З 1997 року підприємство є членом Клубу Лідерів Світової Торгівлі. |
| Вилківська ремонтно-експлуатаційна база флотуВилкове |
| ВРЕБФ, що є філіалом Акціонерної судноплавної компанії «Укррічфлот», працює в галузі судноремонту працює. В числі замовників ВРЕБФ, окрім головного підприємства, входять місцеві риболовецькі і транспортні компанії. |
| ТОВ «Титан»Кілія |
| Товариство виробляє понад 80 найменувань молочної та м'ясної продукції. Виробнича потужність підприємства дає змогу переробляти за добу до 100 голів худоби, виробляти до 10 тон ковбасних виробів та до 100 тон різноманітної молочної продукції. Підприємство постійно розширює асортимент продукції. М'ясомолочна продукція підприємства забезпечує потреби не лише населення району, але й реалізується за його межами, в тому числі експортується в Молдову. |
| ТОВ «Лад»Кілія |
| Підприємство є основним виробником хліба та хлібобулочних виробів у районі. На сьогодні підприємство випускає понад 40 видів хліба та здоби. Окрім роздрібної мережі району, підприємство забезпечує хлібобулочними виробами села сусідніх районів. Окрім хліба та хлібобулочних виробів підприємство виробляє близько 10 найменувань круп. Другим напрямом діяльності підприємства є переробка та перевалка зерна. Елеватор ТОВ «Лад» є одним з найбільших в області. Його розташування на березі Дунаю дозволяє здійснювати перевалку зерна на річкові судна. |
| ЗАТ «Кілійський виноробний завод»Кілія |
| Кілійський винзавод спеціалізується на виробництві шампанських виноматеріалів, десертних та столових вин, відомих під торговельною маркою «Вінок Дунаю». Продукція підприємства запатентована, в її асортименті нараховується 17 найменувань марочних вин, найбільш відомі із них «Вінок Дунаю», «Сонце в бокалі» та кагор «Стара Кілія». |

Завдяки наявності на території району великої кількості такого природного будівельного матеріалу як очерет, розвивається його заготівля та переробка. Значна його частина експортується до країн Європи. Практично всі заготівельні та переробні підприємства зосереджені у місті Вилкове.
Третинний сектор економіки. Станом на 1 січня 2011 року на обліку перебувало 736 юридичних осіб та 3 220 суб'єктів підприємницької діяльності — фізичних осіб. Більше половини малих підприємств району функціонують у сфері торгівлі та послуг. У виробничій сфері працює 48,4 % малих підприємств. Серед них 15,9 % — сільськогосподарські, 12,1 % промислові, 12,1 % — риболовецькі та 8,3 % — будівельні.

### Сільське господарство
Сільське господарство — одна з основних у районі за обсягом виробництва й зайнятості трудових ресурсів галузь матеріального виробництва. У ній зайнято близько 35 % населення, зосереджено більше половини виробничих фондів, виробляється 42 % валового суспільного продукту, 80 % товарів народного споживання. Завдяки особливим природнокліматичним умовам Кілійський район належить до зерно-скотарської зони виробничої спеціалізації сільського господарства, де активно розвивається виноградарство і свинарство. Питома вага району в загальному обсязі виробництва валової сільськогосподарської продукції по області перевищує 5,3 %, зерна — 7,5 %, соняшнику — 8,1 %, винограду — 45,5 %, м'яса — 4,5 %, молока — 4,8 %, яєць — 6,3 %. Частина рослинної продукції в загальному виробництві валової сільськогосподарської продукції району становить 62 %, тваринництва — 38 %.

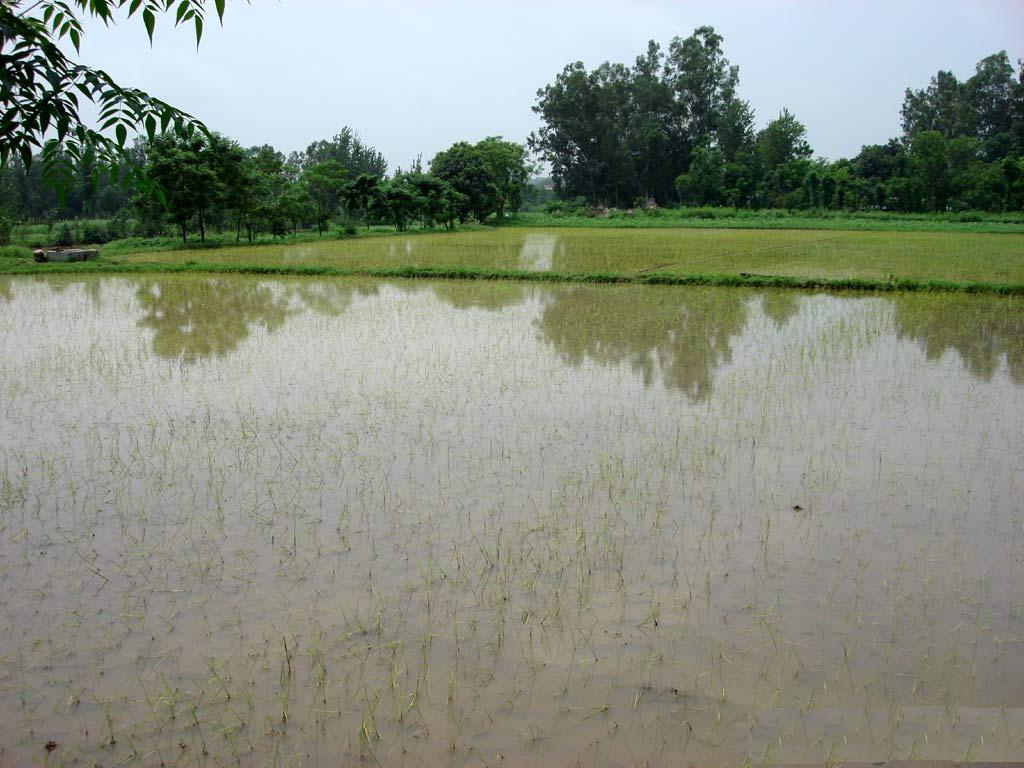
Рисові чеки поблизу міста Кілія

Земельні ресурси. Загальна площа сільськогосподарських угідь становить 74 038,52 га, що становить 52 % території району. В тому числі рілля — 66 956,5 га, багаторічні насадження — 3 092,5 га, сіножаті — 298 га, та 3 691,52 га займають пасовища. В районі діють 51 сільськогосподарське агроформування, які використовують площі сільськогосподарських угідь: 13 товариств з обмеженою відповідальністю — 10 458 га, 10 сільськогосподарських кооперативів — 25 692 га, 22 фермерських господарства — 4 588 га, 6 інших агроформувань — 3 710 га.
Рослинництво. Основна спеціалізація рослинного сільськогосподарського виробництва — вирощування зернових, технічних й овочевих культур. Основні види вирощуваних зернових культур — озима пшениця (повсюдно), озимий ячмінь та кукурудза. Активно розвивається вирощення овочево-баштанних культур: томати, баклажани, кабачки, огірки, перець, дині і кавуни. У вирощуванні технічних культур значне місце займають соняшник і ріпак, значення якого збільшується в останні роки. Одним з перспективних напрямків рослинництва є насінництво. Поширені сади, де вирощують кісточкові: абрикоси, вишні, черешні, сливи; та зерняткові види дерев: яблуні, груші.
Розвивається й відновлюється галузь виноградарства. Площа виноградників загалом по району становить 1,5 тис. га, з яких 89 га перебувають на крапельному зрошуванні. Основними виробниками винограду є СВК «Дружба» та ТОВ «Дунайський-Агро». У 2009 році підприємствами було зібрано 15 571 тонну винограду.
Природно-кліматичні умови регіону, здебільшого у південній частині, дозволяють отримувати добрі врожаї рису, під посіви якого кожен рік займається понад 5 тис. га із загальним обсягом виробництва більш ніж 12 тис. тон. Вирощуванням рису займаються такі господарства, як СВК «Маяк», СВК «Дунай» та ТОВ «Придунайське рисове господарство». Останнє, окрім вирощування, проводить дослідження нових сортів насіння.

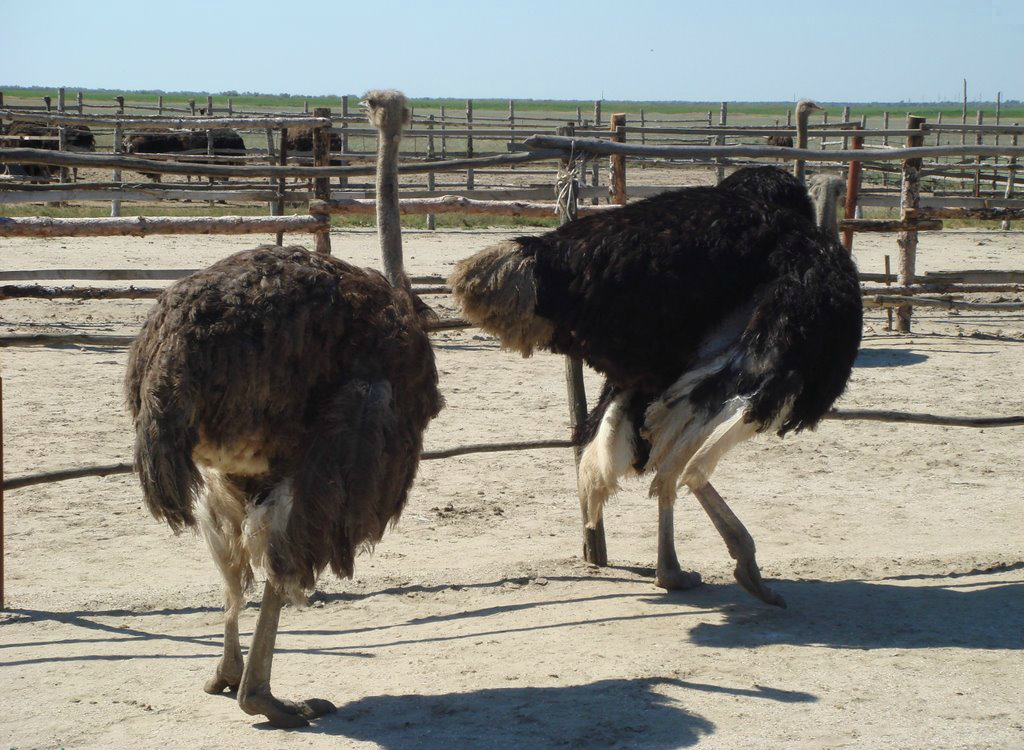
Страусинна ферма в селі Приморське

Тваринництво Тваринництво Кілйського району має молочно-м'ясний напрям. Здебільшого галузь спеціалізується на розведенні великої рогатої худоби, свиней та овець. В останні роки відзначається тенденція розвитку м'ясного скотарства. Найбільшими підприємствами, що працюють в цьому напрямку є ТОВ «Перемога» та ТОВ «Єрмак». Останнє починаючи з 2001 року має статус племрепродуктора з вирощування м'ясної худоби породи «Південна-м'ясна».
У районі розвивається галузь птахівництва. СВК «Вікторія» має статус племрепродуктора 1-го порядку з вирощування породи гусей «Велика сіра». У СВК «Дружба» успішно вирощують гусей породи «Італійська біла»
Промисловим виловом риби займаються близько 20-ти суб'єктів підприємництва. Загальний обсяг вилову риби на рік перевищує 1 тис. тон. Основними районами промислу є басейни Чорного моря, річки Дунай, озеро Китай і лиман Сасик. Основні промислові види риби — дунайський оселедець, судак, лящ та короп.

### Транспорт
Автомобільний транспорт. У видовій структурі транспорту стратегічно найважливішим на регіональному рівні залишається автомобільний. Кілійський район має розгалужену мережу автомобільних доріг, що зв'язують районний центр (м. Кілія) з селами району та рядом населених пунктів Одеської області. Майже всі населені пункти району з'єднані між собою автомобільними шляхами з асфальтовим покриттям. На півночі Кілійщину перетинає міжнародна автомагістраль E87 М15. Загальна довжина автомобільних доріг становить 747,4 км, у тому числі автошляхове сполучення населених пунктів з твердим покриттям — 244,1 км, з них дороги обласного значення 92,1 км, районного значення — 60,8 км, територіальні — 91,2 км.
| \| Автошлях \| Від \| Населені пункти Кілійського району \| До \| Довжина \| \| -------- \| ----------- \| ---------------------------------------------------------- \| ------- \| ------- \| \| Т 1607 \| Ізмаїл \| Кілія, Ліски, Вилкове \| Вилкове \| 42 км \| \| Т 1628 \| Вилкове \| Вилкове, Приморське, Десантне \| Спаське \| 28,3 км \| \| Т 1630 \| Кілія \| Кілія, Шевченкове, Дмитрівка \| Струмок \| 30,1 км \| \| \| E87 М15 \| Приозерне, Червоний Яр, Шевченкове, Мирне, Десантне \| Т 1628 \| 37,8 км \| \| \| Кілія \| Кілія, Червоний Яр, Фурмановка, Новоселівка \| E87 М15 \| 32,1 км \| \| \| Червоний Яр \| Червоний Яр, Помазани, Трудове, Миколаївка, Новомиколаївка \| Т 1628 \| 26,5 км \| \| \| Приозерне \| Приозерне, Дзинілор, Старі Трояни \| E87 М15 \| 17,5 км \| |             |                                                            |         |         |
| Автошлях | Від         | Населені пункти Кілійського району                         | До      | Довжина |
| Т 1607 | Ізмаїл      | Кілія, Ліски, Вилкове                                      | Вилкове | 42 км   |
| Т 1628 | Вилкове     | Вилкове, Приморське, Десантне                              | Спаське | 28,3 км |
| Т 1630 | Кілія       | Кілія, Шевченкове, Дмитрівка                               | Струмок | 30,1 км |
| | E87 М15     | Приозерне, Червоний Яр, Шевченкове, Мирне, Десантне        | Т 1628  | 37,8 км |
| | Кілія       | Кілія, Червоний Яр, Фурмановка, Новоселівка                | E87 М15 | 32,1 км |
| | Червоний Яр | Червоний Яр, Помазани, Трудове, Миколаївка, Новомиколаївка | Т 1628  | 26,5 км |
| | Приозерне   | Приозерне, Дзинілор, Старі Трояни                          | E87 М15 | 17,5 км |

Послуги автомобільного громадського транспорту району представляють ВАТ «Дуна-Авто» і ВАТ «Кілія-Авто», а також суб'єкти підприємництва — фізичні особи, які здійснюють значні обсяги пасажироперевезень на 17 міжміських, 7 внутрішньорайонних (приміських) та 2-х по місту Кілія (міських) рейсах. За 2011 рік підприємствами автомобільного транспорту доставлено вантажоодержувачам 6,87 тисяч тонн вантажів, вантажообіг склав 279,74 тисяч тонн км. Послугами автомобільного транспорту, з урахуванням перевезень, виконаних підприємцями малого бізнесу — фізичними та юридичними особами скористалися 634,4 тис. пасажирів.

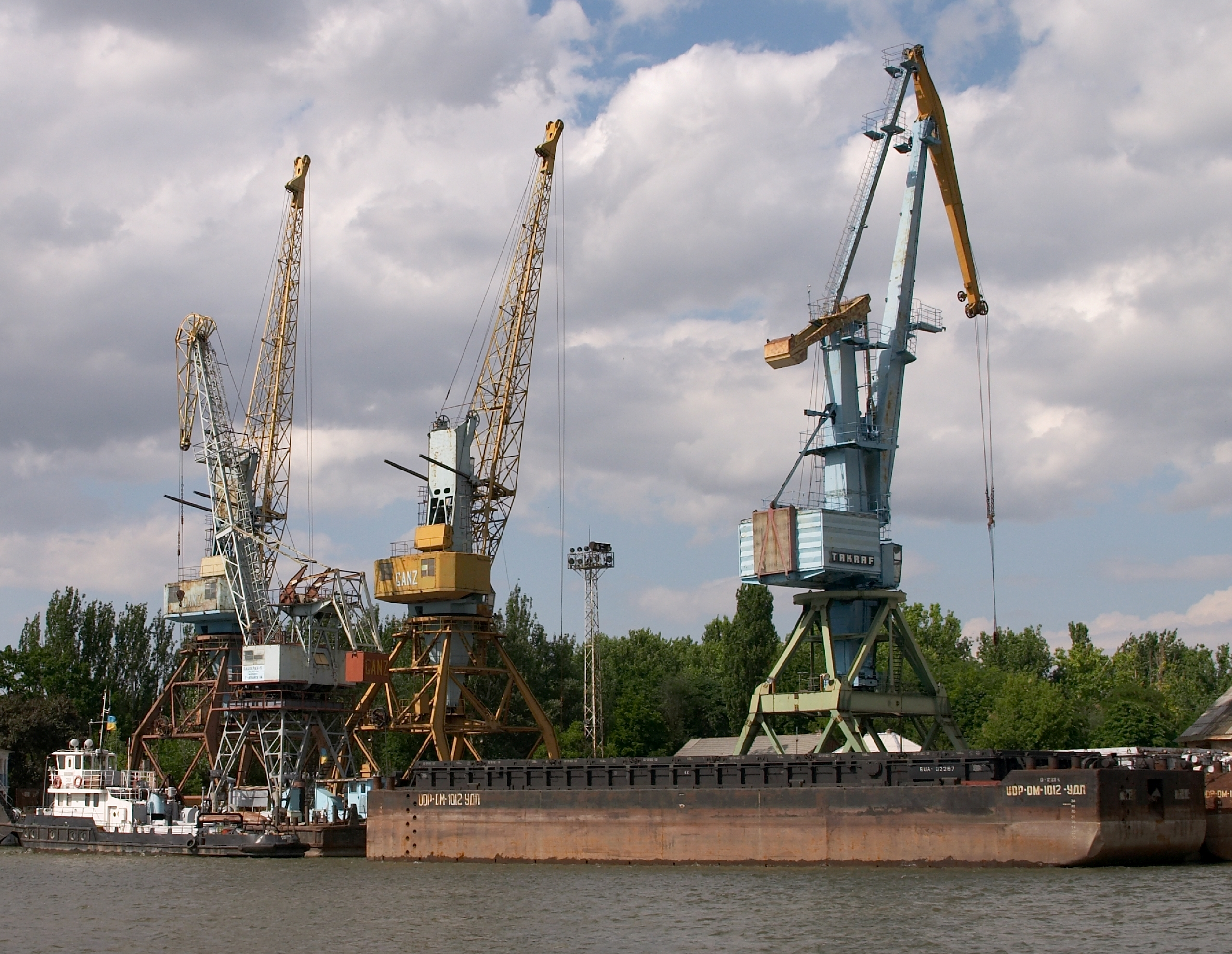
Кілійський портопункт МТП Усть-Дунайськ

Залізничний транспорт На північно-західному кордоні району проходить колія Ізмаїльського напрямку Одеської залізниці протяжністю 39 км. Залізничний зв'язок району здійснює одна залізнична станція Дзинілор, що розташована за 27 км від районного центру. Станція забезпечує навантаження товарних вагонів місцевим збіжжям та пасажирські перевезення до обласного центру та столиці.
Водний транспорт У народногосподарському комплексі району одне з провідних місць займає річкове господарство, яке має складну міжгалузеву структуру і охоплює різноманітні види та форми господарської діяльності. Морський та річковий транспорт організаційно представляють ВАТ «Вилківська ремонтно-експлуатаційна база флоту» та ВАТ ГВСП «Кілійський суднобудівельний-судноремонтний завод». Дунайський порт Кілійщини (МТП) Усть-Дунайськ переробляє щорічно близько 1 млн тон вантажів, має 12 причалів довжиною майже 2 км та може приймати судна з осадкою до 6 метрів.

### Сфера послуг
Торгівля, барно-ресторанне господарство та побутове обслуговування в районі представлені 396 об'єктами стаціонарної роздрібної торгівлі (магазини, торгові павільйони, лотки тощо), 28 аптеками й 11 підприємствами фірмової торгівлі. У районі функціонують 5 ринків продажу товарів народного споживання. Мережа підприємств побутового обслуговування складається з 56 стаціонарних об'єктів, якими надаються понад 30 видів послуг. У районі діють 74 підприємства ресторанного господарства, найбільше їх у містах Кілія та Вилкове і селах Приморське та Шевченкове. За 2010 рік товарообіг по району склав 52,896 мільйони гривень У тому числі: торгівлі — 51 590 тисяч гривень і ресторанного господарства — 1 306 тисяч гривень.
Фінансові послуги. Діюча фінансова інфраструктура, представлена 5-ма банківськими установами. У районі функціонують відділення «ПриватБанку», «Імексбанку», Райфайзен банку «Аваль» та «Ощадбанку».

### Телекомунікації і масмедіа
|  |

Послуги телефонного зв'язку в районі надає цех № 7 Ізмаїльського центра електрозв'язку. Забезпеченість населення стаціонарними телефонними апаратами в районі становить 8 960 телефонних номерів по всіх населених пунктах. Поштовий зв'язок району здійснюється через 15 поштових відділень ВАТ «Укрпошта». Вся територія району забезпечена покриттям стільникового зв'язку українських мобільних операторів. Також є кабельна мережа телезв'язку, яка охоплює 1 200 абонентів.
Кілійським ЦТП № 12 здійснюється перехід на цифровий зв'язок. У містах Кілія, Вилкове та селах Шевченкове, Приморське вмонтовано 1 744 портів ADSL та задіяно — 1 446 точок самого сучасного виду електронних послуг — швидкісного Інтернету.
У Кілійському районі виходять друком чотири газети, зокрема «Наше время», «Дунайская заря», «Моя визитка» та «Килийский вестник». Також починаючи з 2005 року на території району працює телеканал районного телерадіомовлення «Кілія-Котакт», редакція котрої розташована в місті Кілія.
| \| Населений пункт \| Поштовий індекс \| Телефонний код \| \| --------------- \| --------------- \| -------------- \| \| Біле \| 68355 \| + 380 4843 \| \| Василівка \| 68323 \| + 380 4843 38 \| \| Вилкове \| 68355 \| + 380 4843 \| \| Десантне \| 68341 \| + 380 4843 44 \| \| Дзинілор \| 68311 \| + 380 4843 30 \| \| Дмитрівка \| 68330 \| + 380 4843 37 \| \| Кілія \| 68300 — 68309 \| + 380 4843 \| \| Ліски \| 68354 \| + 380 4843 35 \| \| Миколаївка \| 68331 \| + 380 4843 33 \| \| Мирне \| 68340 \| + 380 4843 38 \| \| Новомиколаївка \| 68342 \| + 380 4843 44 \| \| Новоселівка \| 68320 \| + 380 4843 35 \| \| Помазани \| 68333 \| + 380 4843 37 \| \| Приморське \| 68350 — 68352 \| + 380 4843 34 \| \| Приозерне \| 68312 \| + 380 4843 34 \| \| Старі Трояни \| 68310 \| + 380 4843 30 \| \| Трудове \| 68331 \| + 380 4843 33 \| \| Фурманівка \| 68321 \| + 380 4843 38 \| \| Червоний Яр \| 68322 \| + 380 4843 30 \| \| Шевченкове \| 68332 \| + 380 4843 37 \| |                 |                |
| Населений пункт | Поштовий індекс | Телефонний код |
| Біле | 68355           | + 380 4843     |
| Василівка | 68323           | + 380 4843 38  |
| Вилкове | 68355           | + 380 4843     |
| Десантне | 68341           | + 380 4843 44  |
| Дзинілор | 68311           | + 380 4843 30  |
| Дмитрівка | 68330           | + 380 4843 37  |
| Кілія | 68300 — 68309   | + 380 4843     |
| Ліски | 68354           | + 380 4843 35  |
| Миколаївка | 68331           | + 380 4843 33  |
| Мирне | 68340           | + 380 4843 38  |
| Новомиколаївка | 68342           | + 380 4843 44  |
| Новоселівка | 68320           | + 380 4843 35  |
| Помазани | 68333           | + 380 4843 37  |
| Приморське | 68350 — 68352   | + 380 4843 34  |
| Приозерне | 68312           | + 380 4843 34  |
| Старі Трояни | 68310           | + 380 4843 30  |
| Трудове | 68331           | + 380 4843 33  |
| Фурманівка | 68321           | + 380 4843 38  |
| Червоний Яр | 68322           | + 380 4843 30  |
| Шевченкове | 68332           | + 380 4843 37  |

### Охорона здоров'я
В районі працює мережа з 19 лікувально-профілактичних закладів: Кілійська центральна районна лікарня, Кілійська районна поліклініка, Вилківська міська лікарня, Десантненська сільська дільнична лікарня з амбулаторією ЗПСМ, 6 сільських амбулаторій загальної практики сімейної медицини (в селах Шевченкове, Фурманівка, Приморське, Приозерне, Дмитрівка та Старі Трояни), 9 фельдшерсько-акушерських пунктів (Омарбія, Василівка, Помазани, Трудове, Мирне, Новомиколаївка, Ліски, Червоний Яр та Новоселівка) та міська лікарська амбулаторія в селищі Білому (о. Зміїний). Працюють також 5 відділень швидкої медичної допомоги, Кілійська стоматологічна поліклініка та 2 будинки дитини. Стаціонарна медична допомога надається лікувальними установами потужністю 315 ліжок (Кілійською ЦРЛ на 240 ліжок, Вилківською МЛ — 55 ліжок, Десантненською СДЛ — 20 ліжок). Забезпеченість ліжками становить 57,0 на 10 тисяч мешканців Кілійщини. Потужність амбулаторно-поліклінічних установ становить у середньому 920 відвідувань у зміну або 170 відвідувань на 10 тисяч населення району. Лікувально-профілактичні заклади району обслуговують 10,2 тисяч дітей, 2,3 тисячі підлітків та 44,6 тисячі дорослих. Медичну допомогу населенню району надають 94 лікаря та 289 середніх медичних працівників. Забезпеченість лікарями на 10 тис. населення становить 17,3 (середньорайонний по області 17,0), середнім медперсоналом 55,1 (середньорайонний по області 58,1). У сільських закладах охорони здоров'я працює 15 лікарів — 16 % лікарів району та 57 середніх медпрацівників — 19,7 %.
| Медичні заклади |                                            |
| --- | ------------------------------------------ |
| \| Назва закладу \| Адреса \| \| --------------------------------------------------- \| ------------------------------------------ \| \| Районна лікарня \| Місто Кілія, вулиця Кубишкіна, 19 \| \| Районна поліклініка \| Місто Кілія, вулиця Перемоги, 67 \| \| Фельдшерсько-акушерський пункт \| Місто Кілія, вулиця Л. Українки, 112 \| \| Стоматологічна поліклініка \| Місто Кілія вулиця Миру, 16 \| \| Санітарно-епідеміологічна станція \| Місто Кілія, вулиця Миру, 29 \| \| Пологовий будинок \| Місто Кілія \| \| Міська лікарня \| Місто Вилкове, вулиця Леніна, 55 \| \| Поліклініка \| Місто Вилкове, вулиця 28 Червня, 40 \| \| Десантненська дільнична лікарня з амбулаторією ЗПСМ \| Село Десантн, вулиця Шкільна, 93 \| \| Сільська лікарська амбулаторія \| Село Дмитровка, вулиця Калініна, 111-б \| \| Фельдшерсько-акушерський пункт \| Село Ліски, вулиця Леніна, 35 \| \| Фельдшерсько-акушерський пункт \| Село Новомиколаївка, вулиця Леніна \| \| Фельдшерсько-акушерський пунк \| Село Новоселівка, вулиця Шкільна, 7-а \| \| Ветеринарна дільниця \| Село Новоселівка, вулиця Леніна, 67-а \| \| Фельдшерсько-акушерський пункт \| Село Помазани, вулиця Леніна \| \| Амбулаторія загальної практики та сімейної медицини \| Село Приморське, вулиця Шкільна, 18 \| \| Амбулаторія загальної практики та сімейної медицини \| Село Приозерне, вулиця Кілійська, 9 \| \| Амбулаторія загальної практики та сімейної медицини \| Село Старі Трояни, вулиця 28 Червня, 54 \| \| Фельдшерсько-акушерський пункт \| Село Трудове, вулиця Леніна, 6 \| \| Сільська лікарська амбулаторія \| Село Фурмнівка, вулиця Тимошенко, 24 \| \| Фельдшерсько-акушерський пункт \| Село Червоний Яр, вулиця Котовського, 3 \| \| Амбулаторія загальної практики та сімейної медицини \| Село Шевченкове, вулиця Чернишевського, 16 \| |                                            |
| Назва закладу | Адреса                                     |
| Районна лікарня | Місто Кілія, вулиця Кубишкіна, 19          |
| Районна поліклініка | Місто Кілія, вулиця Перемоги, 67           |
| Фельдшерсько-акушерський пункт | Місто Кілія, вулиця Л. Українки, 112       |
| Стоматологічна поліклініка | Місто Кілія вулиця Миру, 16                |
| Санітарно-епідеміологічна станція | Місто Кілія, вулиця Миру, 29               |
| Пологовий будинок | Місто Кілія                                |
| Міська лікарня | Місто Вилкове, вулиця Леніна, 55           |
| Поліклініка | Місто Вилкове, вулиця 28 Червня, 40        |
| Десантненська дільнична лікарня з амбулаторією ЗПСМ | Село Десантн, вулиця Шкільна, 93           |
| Сільська лікарська амбулаторія | Село Дмитровка, вулиця Калініна, 111-б     |
| Фельдшерсько-акушерський пункт | Село Ліски, вулиця Леніна, 35              |
| Фельдшерсько-акушерський пункт | Село Новомиколаївка, вулиця Леніна         |
| Фельдшерсько-акушерський пунк | Село Новоселівка, вулиця Шкільна, 7-а      |
| Ветеринарна дільниця | Село Новоселівка, вулиця Леніна, 67-а      |
| Фельдшерсько-акушерський пункт | Село Помазани, вулиця Леніна               |
| Амбулаторія загальної практики та сімейної медицини | Село Приморське, вулиця Шкільна, 18        |
| Амбулаторія загальної практики та сімейної медицини | Село Приозерне, вулиця Кілійська, 9        |
| Амбулаторія загальної практики та сімейної медицини | Село Старі Трояни, вулиця 28 Червня, 54    |
| Фельдшерсько-акушерський пункт | Село Трудове, вулиця Леніна, 6             |
| Сільська лікарська амбулаторія | Село Фурмнівка, вулиця Тимошенко, 24       |
| Фельдшерсько-акушерський пункт | Село Червоний Яр, вулиця Котовського, 3    |
| Амбулаторія загальної практики та сімейної медицини | Село Шевченкове, вулиця Чернишевського, 16 |

### Освіта
У районі функціонує 20 дошкільних, 6 позашкільних та 23 загальноосвітні навчальні заклади, у тому числі 8 у міських населених пунктах і 15 у сільських населених пунктах. У літній період працює районний дитячий заклад оздоровлення та відпочинку «Супутник». Загальною середньою освітою охоплено 6 903 учня, дошкільною — 1133 вихованця (43 % від кількості дітей дошкільного віку), позашкільною освітою охоплено 3 321 вихованець, розширено кількість гуртків та секцій позашкільних закладів, які працюють у селах.
Позашкільні і дошкільні заклади В мережі 6 позашкільних навчальних закладів освіти: Центр художньо-естетичної творчості, Центр науково-технічної творчості, Кілійська дитячо-юнацька спортивна школа, Вилківський будинок творчості дітей та юнацтва, Вилківська дитячо-юнацька спортивна школа і Дитячий заклад оздоровлення та відпочинку дітей.
| Позашкільні і дошкільні заклади |                                        |
| --- | -------------------------------------- |
| \| Назва закладу \| Адреса \| \| -------------------------------------------------------------------------------------- \| -------------------------------------- \| \| Дитячо-юнацька спортивна школа \| Місто Кілія, вулиця Гагарина, 73 \| \| Будинок дитячої та юнацької творчості \| Місто Кілія, вулиця Миру, 42 \| \| Станція юних техників \| Місто Кілія, вулиця Миру, 42 \| \| Початковий містецький спеціалізований навчальний заклад Кілійська Дитяча музична школа \| Місто Кілія, вулиця Дунайська, 35-а \| \| Дошкільний навчальний заклад ясла-садок «Ромашка»[55] \| Місто Кілія, вулиця Белинського, 50 \| \| Дошкільний навчальний заклад ясла-садок «Дельфін» \| Місто Кілія, вулиця Лермонтова, 23-а \| \| Дошкільний навчальний заклад ясла-садок «Берізка»[56] \| Місто Кілія, вулиця Миру, 71 \| \| Дошкільний навчальний заклад ясла-садок «Сонечко»[57] \| Місто Кілія, вулиця Короленко, 9 \| \| Дитячо-юнацька спортивна школа \| Місто Вилкове, вулиця В.Канал, 10-а \| \| Будинок дитячої та юнацької творчості \| Місто Вилкове, вулиця Т.Повстання, 64 \| \| Дошкільний навчальний заклад ясла-садок № 1 «Золота рибка»[58] \| Місто Вилкове, вулиця Кірова, 7 \| \| Дошкільний навчальний заклад ясла-садок № 2 «Джерельце»[59] \| Місто Вилкове, вулиця Прикордонна, 5 \| \| Дошкільний навчальний заклад ясла-садок «Сонечко» \| Село Десантне, вулиця Радянська \| \| Дошкільний навчальний заклад ясла-садок «Сонечко» \| Село Дмитрівка, вулиця Кірова, 6-а \| \| Дошкільний навчальний заклад ясла-садок «Зірочка» \| Село Ліски, вулиця Леніна, 74 \| \| Дошкільний навчальний заклад ясла-садок «Колосок»[60] \| Село Мирне, вулиця Радянська, 28 \| \| Дошкільний навчальний заклад ясла-садок «Сонечко»[61] \| Село Новоселівка, вулиця Шкільна, 5 \| \| Дошкільний навчальний заклад ясла-садок «Колосок» № 34 \| Село Приморське, вулиця Котовського, 7 \| \| Дошкільний навчальний заклад ясла-садок «Пролісок»[62] \| Село Приозерне, вулиця Родіна, 56 \| \| Дошкільний навчальний заклад ясла-садок «Пролісок»[63] \| Село Старі Трояни, вулиця Леніна, 78 \| \| Дошкільний навчальний заклад ясла-садок «Буратино»[64] \| Село Трудове, вулиця Фрунзе \| \| Фурманівський дитячий садок-ясла «Берізка»[65] \| Село Фурмановка \| \| Дошкільний навчальний заклад ясла-садок «Топольок»[66] \| Село Шевченкове, вулиця М.А.Музики, 93 \| |                                        |
| Назва закладу | Адреса                                 |
| Дитячо-юнацька спортивна школа | Місто Кілія, вулиця Гагарина, 73       |
| Будинок дитячої та юнацької творчості | Місто Кілія, вулиця Миру, 42           |
| Станція юних техників | Місто Кілія, вулиця Миру, 42           |
| Початковий містецький спеціалізований навчальний заклад Кілійська Дитяча музична школа | Місто Кілія, вулиця Дунайська, 35-а    |
| Дошкільний навчальний заклад ясла-садок «Ромашка» | Місто Кілія, вулиця Белинського, 50    |
| Дошкільний навчальний заклад ясла-садок «Дельфін» | Місто Кілія, вулиця Лермонтова, 23-а   |
| Дошкільний навчальний заклад ясла-садок «Берізка» | Місто Кілія, вулиця Миру, 71           |
| Дошкільний навчальний заклад ясла-садок «Сонечко» | Місто Кілія, вулиця Короленко, 9       |
| Дитячо-юнацька спортивна школа | Місто Вилкове, вулиця В.Канал, 10-а    |
| Будинок дитячої та юнацької творчості | Місто Вилкове, вулиця Т.Повстання, 64  |
| Дошкільний навчальний заклад ясла-садок № 1 «Золота рибка» | Місто Вилкове, вулиця Кірова, 7        |
| Дошкільний навчальний заклад ясла-садок № 2 «Джерельце» | Місто Вилкове, вулиця Прикордонна, 5   |
| Дошкільний навчальний заклад ясла-садок «Сонечко» | Село Десантне, вулиця Радянська        |
| Дошкільний навчальний заклад ясла-садок «Сонечко» | Село Дмитрівка, вулиця Кірова, 6-а     |
| Дошкільний навчальний заклад ясла-садок «Зірочка» | Село Ліски, вулиця Леніна, 74          |
| Дошкільний навчальний заклад ясла-садок «Колосок» | Село Мирне, вулиця Радянська, 28       |
| Дошкільний навчальний заклад ясла-садок «Сонечко» | Село Новоселівка, вулиця Шкільна, 5    |
| Дошкільний навчальний заклад ясла-садок «Колосок» № 34 | Село Приморське, вулиця Котовського, 7 |
| Дошкільний навчальний заклад ясла-садок «Пролісок» | Село Приозерне, вулиця Родіна, 56      |
| Дошкільний навчальний заклад ясла-садок «Пролісок» | Село Старі Трояни, вулиця Леніна, 78   |
| Дошкільний навчальний заклад ясла-садок «Буратино» | Село Трудове, вулиця Фрунзе            |
| Фурманівський дитячий садок-ясла «Берізка» | Село Фурмановка                        |
| Дошкільний навчальний заклад ясла-садок «Топольок» | Село Шевченкове, вулиця М.А.Музики, 93 |

Загальноосвітні навчальні заклади. З числа загальноосвітніх навчальних закладів: навчально-виховний комплекс «Загальноосвітня школа I-III ступенів-ліцей» — 3 заклади, навчально-виховний комплекс «Загальноосвітня школа I-III ступенів-гімназія» — 1, навчально-виховний комплекс «Загальноосвітня школа І-ІІ ступенів-дитячий садок» — 3, загальноосвітні школи I-III ступенів — 13 та 3 загальноосвітні школи І-ІІ ступенів. Загальна кількість класів — 364.
З метою вільного розвитку культурного і духовного відродження багатонаціонального населення району оптимізовано мережу шкіл за мовами навчання згідно з національним складом і потребами жителів населених пунктів. У 35 % (8) школах від загальної кількості мова навчання — українська. В районі працює 13 шкіл з російською мовою навчання. У місцях компактного проживання національних меншин функціонують 2 школи з молдовською (румунською) мовою, також забезпечено вивчення рідної мови нацменшинами: 4 школи, де вивчається декілька мов (молдовська, болгарська і гагаузька).
| Загальноосвітні навчальні заклади |                                        |
| --- | -------------------------------------- |
| \| Назва закладу \| Адреса \| \| -------------------------------------------------------------------------------------------------------------------- \| -------------------------------------- \| \| НВК «Кілійська загальноосвітня школа-ліцей № 1» \| Місто Кілія, вулиця Гагаріна, 46 \| \| НВК загальноосвітня школа I-III ступенів № 2[68] \| Місто Кілія, вулиця Миру, 2 \| \| НВК загальноосвітня школа І-IV ступенів-ліцей № 3[69] \| Місто Кілія, вулиця Кіченко, 71 \| \| НВК загальноосвітня школа I-III ступенів-гімназія № 4[70] \| Місто Кілія, вулиця Вишнева, 62-а \| \| НВК «Кілійська спеціалізована загальноосвітня школа-дитячий садок» № 5 \| Місто Кілія, вулиця Українська, 108 \| \| Кілійська загальноосвітня школа I-II ступенів №6 \| Місто Кілія, вулиця Л. Українки, 120 \| \| Кілійська загальноосвітня школа-інтернат I-II ступенів для дітей сиріт і дітей, позбавлених батьківського піклування \| Місто Кілія, вулиця Челюскіна, 10 \| \| Загальноосвітня школа № 1[71] \| Місто Вилкове, вулиця Леніна, 62 \| \| НВК Загальноосвітня школа I-III ступенів-ліцей \| Місто Вилкове, вулиця Т.Повстання, 40 \| \| Загальноосвітня школа \| Село Десантне, вулиця Шкільна \| \| Загальноосвітня школа \| Село Дмитрівка, вулиця Леніна, 97-а \| \| Загальноосвітня школа І-ІІ ступенів[72] \| Село Ліски, провулок Піонерський, 1 \| \| Загальноосвітня школа \| Село Мирне, вулиця Дружба, 33 \| \| Загальноосвітня школа[73] \| Село Новомиколаївка, вулиця Леніна \| \| Загальноосвітня школа I-III ступенів \| Село Новоселівка, вулиця Шкільна, 16 \| \| Загальноосвітня школа I-III ступенів \| Село Приморське, вулиця Морська, 81 \| \| Загальноосвітня школа I-III ступенів[74] \| Село Приозерне, вулиця Шкільна, 35 \| \| Загальноосвітня школа I-III ступенів[75] \| Село Старі Трояни, вулиця Леніна, 96 \| \| Загальноосвітня школа I-III ступенів \| Село Трудове, вулиця Ушакова, 10 \| \| Загальноосвітня школа[76] \| Село Фурманівка, вулиця Шкільна, 7 \| \| Загальноосвітня школа[77] \| Село Червоний Яр, вулиця Шкільна, 28 \| \| Загальноосвітня школа I-III ступенів № 1[78] \| Село Шевченкове, вулиця М.А.Музики, 79 \| \| Загальноосвітня школа I-III ступенів № 2 \| Село Шевченкове, вулиця 8 Березня, 3 \| |                                        |
| Назва закладу | Адреса                                 |
| НВК «Кілійська загальноосвітня школа-ліцей № 1» | Місто Кілія, вулиця Гагаріна, 46       |
| НВК загальноосвітня школа I-III ступенів № 2 | Місто Кілія, вулиця Миру, 2            |
| НВК загальноосвітня школа І-IV ступенів-ліцей № 3 | Місто Кілія, вулиця Кіченко, 71        |
| НВК загальноосвітня школа I-III ступенів-гімназія № 4 | Місто Кілія, вулиця Вишнева, 62-а      |
| НВК «Кілійська спеціалізована загальноосвітня школа-дитячий садок» № 5 | Місто Кілія, вулиця Українська, 108    |
| Кілійська загальноосвітня школа I-II ступенів №6 | Місто Кілія, вулиця Л. Українки, 120   |
| Кілійська загальноосвітня школа-інтернат I-II ступенів для дітей сиріт і дітей, позбавлених батьківського піклування | Місто Кілія, вулиця Челюскіна, 10      |
| Загальноосвітня школа № 1 | Місто Вилкове, вулиця Леніна, 62       |
| НВК Загальноосвітня школа I-III ступенів-ліцей | Місто Вилкове, вулиця Т.Повстання, 40  |
| Загальноосвітня школа | Село Десантне, вулиця Шкільна          |
| Загальноосвітня школа | Село Дмитрівка, вулиця Леніна, 97-а    |
| Загальноосвітня школа І-ІІ ступенів | Село Ліски, провулок Піонерський, 1    |
| Загальноосвітня школа | Село Мирне, вулиця Дружба, 33          |
| Загальноосвітня школа | Село Новомиколаївка, вулиця Леніна     |
| Загальноосвітня школа I-III ступенів | Село Новоселівка, вулиця Шкільна, 16   |
| Загальноосвітня школа I-III ступенів | Село Приморське, вулиця Морська, 81    |
| Загальноосвітня школа I-III ступенів | Село Приозерне, вулиця Шкільна, 35     |
| Загальноосвітня школа I-III ступенів | Село Старі Трояни, вулиця Леніна, 96   |
| Загальноосвітня школа I-III ступенів | Село Трудове, вулиця Ушакова, 10       |
| Загальноосвітня школа | Село Фурманівка, вулиця Шкільна, 7     |
| Загальноосвітня школа | Село Червоний Яр, вулиця Шкільна, 28   |
| Загальноосвітня школа I-III ступенів № 1 | Село Шевченкове, вулиця М.А.Музики, 79 |
| Загальноосвітня школа I-III ступенів № 2 | Село Шевченкове, вулиця 8 Березня, 3   |

Вищі та середні спеціальні навчальні заклади Професійну підготовку здійснюють 2 професійно-технічних навчальних заклади та 1 вищий навчальний заклад. Навчання проводиться за 7-ма спеціальностями та спеціалізаціями.

### Релігія

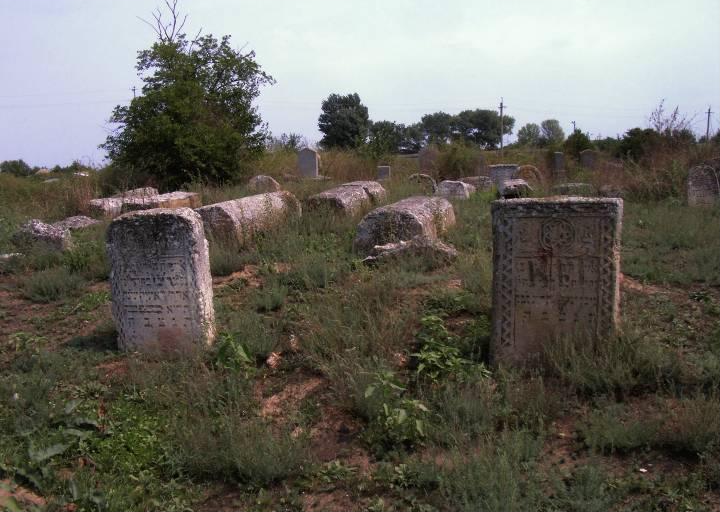
Старовинний Єврейський цвинтар (Кілія) в місті Кілія

За станом на початок 2011 року релігійна мережа Кілійського району представлена 41 зареєстрованими релігійними організаціями та 1 недільною школою. Духовну роботу у релігійних інституціях здійснюють 44 священнослужителів. Більшість (21) релігійних організацій належить до християнства, 20 — до нетрадиційних та новітніх віросповідань. До Української православної церкви Московського Патріархату належать 16 релігійних організацій, УПЦ Київського Патріархату — 5 громади, Церкви християн віри євангельської — 5 заклади, Церкви євангельських християн-баптистів — 9, Євангельських християн — 4, Адвентистів сьомого дня — 1 та до Свідків Єгови належить 1 громада віруючих.
| \| Храм Успіня Божої МатеріКілія, на території Кілійської фортеці \| \| Церква була побудована одночасно з фортецею у часи правління молдовського володаря Штефана III (XV століття), за проектом візантійського архітектора і військового інженера Іоанна Привани, який надав церкві деякі риси Святої Софії Константинопільської. Протягом 1825—1830 років, неподалік західного головного входу до церкви, була споруджена двоярусна дзвіниця. 1947 рік став початком руйнації церкви. Нині від храму збереглися лише залишки дзвіниці. \| \| Українська православна церква Свято—Миколаївський храмМісто Кілія, вулиця Дунайська, 4 \| \| Перший православний храм у Кілійському районі — Святого Іоанна побудований візантійцями ще в 1077 році, однак в результаті череди війн був зруйнований турками-османами. При Стефані Великому, молдовському господарі, на цьому місці споруджений (1464—1476) великий напівпідземний храм Святого Миколая, архітектором його став Іоанн Привана. 9 травня 1479 року храм був освячений на честь Святителя Миколи Чудотворця. У 1891 році архітектор Семенчишин спроектував для храму дзвіницю. В 1896 році, до дня коронації російського імператора Миколи II, дзвіниця була збудована та освячена. Молодий імператор подарував храму гаму дзвонів, головний з яких важив 90 пудів. Свято-Миколаївський храм зберігся до нашого часу та входить в перелік пам'яток світу міжнародної культурної організації ЮНЕСКО. В ході комплексного дослідження Кілійського храму Святого Миколая на його території в травні 2011 року були знайдені речі монументального мистецтва XVII століття, які раніше вважались втраченими: Мармурова плита з дозвільним написом господаря Василя Лупу та гербом Молдовського князівства (зображення голови бика), яка прикрашала південний вхід у храм протягом тривалого часу з другої половини XVII століття; Могильна мармурова плита заможного грека, який був похований на території храму — XVII ст.; Мармурова надгробна плита — тапанакар з написом на давньоармянській мові — XVII століття. \| \| Українська православна церква Свято — Покровський соборМісто Кілія, вулиця Гагаріна, 94 \| \| В народі мав назву — українська церква, був побудований протягом 1822—1836 років за проектом архітектора С. П. Мельникова (того самого, який спроектував напівкруглу площу на Приморському бульварі біля Потьомкінських сходів). А в 1836 році собор освячений на честь свята Покрови Пресвятої Богородиці. Новий собор звели поряд зі старим Покровським, який був перебудованою мусульманською мечеттю султана Баязида II 1484 року. Після закінчення будівництва старий храм розібрали. У 1895 році до нового собору була прибудована дзвіниця, і в такому вигляді Покровський храм постає перед нами сьогодні. \| \| Українська православна церква Свято — Дмитрівський храмМісто Кілія, вулиця Будьоного, 61 \| \| Будівництво храму розпочато в 1898 році, а освячення відбулося 8 листопада 1908 року на честь великомученика Димитрія Солунського. \| \| Російська православна старовірська церква храм Покрови Пресвятої БогородиціМісто Кілія, вулиця Соловйова, 29 \| \| Найбільший старообрядницький храм в Одеській області. Перша старообрядницька Покровська церква Кілії була побудована в 1846 році з саману (цегла з глини, замішаної з соломою, висушені на сонці). Навколо церкви сформувався старообрядницький район Кілії. Протягом 1912—1916 років навколо саманної церкви була побудована нова та освячена на честь свята Покрови Пресвятої Богородиці; стару розібрали й винесли через двері. Велику допомогу в будівництві старообрядницького собору зробили єврейські комерсанти — особливість багатонаціональної Кілії. У 1929—1930 роках побудували нову 51 метрову дзвіницю. Паркан навколо храмового подвір'я був споруджений вже в радянські часи — в 1953—1954 роках. Цікаво, що в місті представники різних народів і конфесій не тільки не ворогують, але навіть створили спільні традиції. Так, 14 серпня в старообрядницькому храмі освячують воду, а в українському цього не роблять, зате освячують квіти і пахучі трави. Українці після служби приходять до старовірів за водою, а старообрядці беруть взамін квіти і трави. \| \| Церква християн адвентистів сьмого дняМісто Кілія, вулиця Квіткова, 15 \| \| Християнська церква повного Євангелія «Церква Прославління»Місто Кілія, вулиця Червоногвардійська, 24, квартира 40 \| \| Свідки ЄговиМісто Кілія, вулиця Дунайська, 49, квартира 1 \| \| Церква євангельських християн-баптистівМісто Кілія, вулиця Лазо, 17 \| \| Церква євангельських християн-баптистівМісто Кілія, вулиця Київська, 43 \| \| Церква євангельських християн-баптистівМісто Кілія, вулиця Київська, 198 \| \| Каплиця на честь Різдва ХристовогоКілія, на розі вулиць Леніна та П.Осипенко \| \| 6 жовтня 2002 року було освячено нову каплицю в честь 2000-ї річниці Різдва Христового. Каплиця Різдва Христового споруджена згідно з проектом каплиці, що раніше знаходилась на Новобазарній площі і була зведена на честь 100-річчя приєднання Бессарабії до Російської імперії та освячена 16 травня 1912 року. \| \| Каплиця на честь Успіня Божої МатеріКілія, мікрорайоні КСРЗ \| \| Каплиця побудована в 2007 році та освячена 28 серпня 2007 року на честь Успіня Божої Матері. \| \| Російська православна старообрядницька церква храм Різдва Пресвятої БогородиціВилкове \| \| Храм відкритий та освячений в 1857 році. Дзвіниця храму багато років служила орієнтиром для заходу суден в гирло Дунаю та була занесена на всі лоцманські карти. 26 вересня 1962 року храм було закрито. Своє друге народження храм пережив 12 вересня 1993 року. На його відкритті був присутній Митрополит Московський і Всія Русі Алімпій. \| \| Російська православна старообрядницька церква храм Святого Миколи — ЧудотворцяВилкове \| \| Фундамент храму закладений у 1907 році, однак будівництво розпочато в 1911 році. 3 травня 1913 року єпископ Кирило Одеський освятив храм. \| \| Українська православна церква Свято — Миколаївський храмМісто Вилкове, вулиця Леніна, 29-а \| \| Храм побудовано на місці дерев'яного Свято-Миколаївського храму, зведеного в 1825 році. 14 жовтня 1902 року храм освячено на честь Святого Миколи-Чудотворця. \| \| Церква євангельських християн-баптистівМісто Вилкове, вулиця Кірова, 53 \| \| Церква євангельських християн-баптистівМісто Вилкове, вулиця Матросова, 7 \| \| Свято — Архангело — Михайлівський храмВасилівка \| \| Храм побудовано в 1863 році та освячено на честь Архистратига Михаїла. \| \| Храм Покрова Пресвятої БогородиціСело Десантне, вулиця Шкільна \| \| Храм побудовано в 1832 році та освячено на честь свята Покрови Пресвятої Богородиці. \| \| Церква євангельських християн-баптистівСело Десантне, вулиця Одеська \| \| Християни віри євангільськоїСело Десантне, вулиця Героїв Десантників \| \| Свято — Димитрівський храмСело Дмитрівна, вулиця Калініна, 111-в \| \| Закладено храм в 1850 році, а у 1860 році відбулося освячення храму на честь святого великомученика Димитрія Солунського. \| \| Церква євангельських християн-баптистівСело Дмитрівка, вулиця Фрунзе \| \| УПЦМП Свято-Пантелеймонівська церкваСело Ліски, вулиця Леніна, 36-а \| \| Старовірський храм Преподобної ПараскевиМирне \| \| Храм Преподобної Параскеви було освячено в 1887 році. \| \| Свято — Архангело — Михайлівський храмМирне \| \| Свято — Архангело — Михайлівський храм було освячено 6 жовтня 1912 року. \| \| Свято — Георгієвський храм Української Православної церквиСело Новоселівка, вулиця Димитрова, 76-а \| \| Храм святого Георгія було освячено в 1914 році. \| \| Російська православна старообрядницька церква храм Казанської Божої МатеріСело Приморське, вулиця Леніна, 1 \| \| Храм побудовано в 1903 році та освячено на честь ікони Казанської Божої Матері. Цей монументальний храм є одним із найкрасивіших храмів в Кілійському районі. \| \| УПЦ МП Храм Преподобної ПараскевиСело Приозерне, вулиця Родіна, 59 \| \| Храм Преподобної Параскеви було побудовано в 1816 році. Окремо від храму в 1857 році споруджено кам'яну дзвіницю. \| \| Церква євангельських християн-баптистівСело Приозерне, вулиця Фрунзе, 60 \| \| Церква християн віри євангельської «Мараната»Село Приозерне, вулиця, Леніна 68 \| \| Свято — Троїцький храмСело Старі Трояни, вулиця Леніна, 96 \| \| 22 серпня 1910 року на місті старого дерев'яного храму почато будівництво нового кам'яного, а 1 жовтня 1912 року будівництво було закінчено. Храм освячено в день Пресвятої Трійці на її честь. \| \| Церква євангельських християн-баптистівСело Старі Трояни, вулиця С.Коваленко, 114 \| \| Свято — Миколаївський храмСело Трудове, вулиця Леніна, 1 \| \| У 1821 році відбулася закладка, а в 1831 році освячення храму на честь Святителя Миколи — Чудотворця. Згодом виникла потреба у зведенні нового храму. В 1896 році закладено перший камінь у будівництво храму Святого Миколая. Ця подія була приурочена до коронації російського царя Миколи II 14 травня 1896 року. Завдяки пожертвуванню царської сім'ї будівництво храму в 1897 році було завершено. Храм освячено 19 грудня на честь Святителя Миколи, архієпископа Мір Лікійських. В притворі храму знаходиться табличка з написом про те, що храм зведено в пам'ять коронації їх імператорської величності государя імператора Миколи та государині імператриці Олександри Федорівни. \| \| Свято — Димитрівський храмСело Фурманівка, вулиця Тимошенко \| \| Побудований кам'яний храм у 1896 році. 10 листопада тогож року відбулося освячення храму на честь святого великомученика Димитрія Солунського. \| \| Церква християн адвентистів сьмого дняСело Фурманівка, вулиця Піонерська, 40 \| \| Християнська місія милосердя та благодійності «Життя»Село Фурманівка, вулиця Радянська \| \| Храм Рождества Пресвятої БогородиціСело Червоний Яр, вулиця Шкільна, 23 \| \| Південно-християнська місія милосерддя та благодійності «Життя»Село Шевченкове, вулиця Тираспільська, 1-а \| \| Свято — Іоанно — Богословський храмСело Шевченкове, вулиця Садова, 2 \| \| Храм почали будувати в 1840 році неподалік від місця розташування зруйнованої дерев'яної церкви Марії Магдалини (1822—1829). Будівництво тривало 8 років. 9 жовтня 1848 року храм освячено, що було приурочено до дня Апостола та Євангеліста Іоанна Богослова. У 1891 році до храму прибудовані паламарня та ризниця. Першим її служителем був священник Іоанн Клодницький. \| |
| Храм Успіня Божої МатеріКілія, на території Кілійської фортеці |
| Церква була побудована одночасно з фортецею у часи правління молдовського володаря Штефана III (XV століття), за проектом візантійського архітектора і військового інженера Іоанна Привани, який надав церкві деякі риси Святої Софії Константинопільської. Протягом 1825—1830 років, неподалік західного головного входу до церкви, була споруджена двоярусна дзвіниця. 1947 рік став початком руйнації церкви. Нині від храму збереглися лише залишки дзвіниці. |
| Українська православна церква Свято—Миколаївський храмМісто Кілія, вулиця Дунайська, 4 |
| Перший православний храм у Кілійському районі — Святого Іоанна побудований візантійцями ще в 1077 році, однак в результаті череди війн був зруйнований турками-османами. При Стефані Великому, молдовському господарі, на цьому місці споруджений (1464—1476) великий напівпідземний храм Святого Миколая, архітектором його став Іоанн Привана. 9 травня 1479 року храм був освячений на честь Святителя Миколи Чудотворця. У 1891 році архітектор Семенчишин спроектував для храму дзвіницю. В 1896 році, до дня коронації російського імператора Миколи II, дзвіниця була збудована та освячена. Молодий імператор подарував храму гаму дзвонів, головний з яких важив 90 пудів. Свято-Миколаївський храм зберігся до нашого часу та входить в перелік пам'яток світу міжнародної культурної організації ЮНЕСКО. В ході комплексного дослідження Кілійського храму Святого Миколая на його території в травні 2011 року були знайдені речі монументального мистецтва XVII століття, які раніше вважались втраченими: Мармурова плита з дозвільним написом господаря Василя Лупу та гербом Молдовського князівства (зображення голови бика), яка прикрашала південний вхід у храм протягом тривалого часу з другої половини XVII століття; Могильна мармурова плита заможного грека, який був похований на території храму — XVII ст.; Мармурова надгробна плита — тапанакар з написом на давньоармянській мові — XVII століття. |
| Українська православна церква Свято — Покровський соборМісто Кілія, вулиця Гагаріна, 94 |
| В народі мав назву — українська церква, був побудований протягом 1822—1836 років за проектом архітектора С. П. Мельникова (того самого, який спроектував напівкруглу площу на Приморському бульварі біля Потьомкінських сходів). А в 1836 році собор освячений на честь свята Покрови Пресвятої Богородиці. Новий собор звели поряд зі старим Покровським, який був перебудованою мусульманською мечеттю султана Баязида II 1484 року. Після закінчення будівництва старий храм розібрали. У 1895 році до нового собору була прибудована дзвіниця, і в такому вигляді Покровський храм постає перед нами сьогодні. |
| Українська православна церква Свято — Дмитрівський храмМісто Кілія, вулиця Будьоного, 61 |
| Будівництво храму розпочато в 1898 році, а освячення відбулося 8 листопада 1908 року на честь великомученика Димитрія Солунського. |
| Російська православна старовірська церква храм Покрови Пресвятої БогородиціМісто Кілія, вулиця Соловйова, 29 |
| Найбільший старообрядницький храм в Одеській області. Перша старообрядницька Покровська церква Кілії була побудована в 1846 році з саману (цегла з глини, замішаної з соломою, висушені на сонці). Навколо церкви сформувався старообрядницький район Кілії. Протягом 1912—1916 років навколо саманної церкви була побудована нова та освячена на честь свята Покрови Пресвятої Богородиці; стару розібрали й винесли через двері. Велику допомогу в будівництві старообрядницького собору зробили єврейські комерсанти — особливість багатонаціональної Кілії. У 1929—1930 роках побудували нову 51 метрову дзвіницю. Паркан навколо храмового подвір'я був споруджений вже в радянські часи — в 1953—1954 роках. Цікаво, що в місті представники різних народів і конфесій не тільки не ворогують, але навіть створили спільні традиції. Так, 14 серпня в старообрядницькому храмі освячують воду, а в українському цього не роблять, зате освячують квіти і пахучі трави. Українці після служби приходять до старовірів за водою, а старообрядці беруть взамін квіти і трави. |
| Церква християн адвентистів сьмого дняМісто Кілія, вулиця Квіткова, 15 |
| Християнська церква повного Євангелія «Церква Прославління»Місто Кілія, вулиця Червоногвардійська, 24, квартира 40 |
| Свідки ЄговиМісто Кілія, вулиця Дунайська, 49, квартира 1 |
| Церква євангельських християн-баптистівМісто Кілія, вулиця Лазо, 17 |
| Церква євангельських християн-баптистівМісто Кілія, вулиця Київська, 43 |
| Церква євангельських християн-баптистівМісто Кілія, вулиця Київська, 198 |
| Каплиця на честь Різдва ХристовогоКілія, на розі вулиць Леніна та П.Осипенко |
| 6 жовтня 2002 року було освячено нову каплицю в честь 2000-ї річниці Різдва Христового. Каплиця Різдва Христового споруджена згідно з проектом каплиці, що раніше знаходилась на Новобазарній площі і була зведена на честь 100-річчя приєднання Бессарабії до Російської імперії та освячена 16 травня 1912 року. |
| Каплиця на честь Успіня Божої МатеріКілія, мікрорайоні КСРЗ |
| Каплиця побудована в 2007 році та освячена 28 серпня 2007 року на честь Успіня Божої Матері. |
| Російська православна старообрядницька церква храм Різдва Пресвятої БогородиціВилкове |
| Храм відкритий та освячений в 1857 році. Дзвіниця храму багато років служила орієнтиром для заходу суден в гирло Дунаю та була занесена на всі лоцманські карти. 26 вересня 1962 року храм було закрито. Своє друге народження храм пережив 12 вересня 1993 року. На його відкритті був присутній Митрополит Московський і Всія Русі Алімпій. |
| Російська православна старообрядницька церква храм Святого Миколи — ЧудотворцяВилкове |
| Фундамент храму закладений у 1907 році, однак будівництво розпочато в 1911 році. 3 травня 1913 року єпископ Кирило Одеський освятив храм. |
| Українська православна церква Свято — Миколаївський храмМісто Вилкове, вулиця Леніна, 29-а |
| Храм побудовано на місці дерев'яного Свято-Миколаївського храму, зведеного в 1825 році. 14 жовтня 1902 року храм освячено на честь Святого Миколи-Чудотворця. |
| Церква євангельських християн-баптистівМісто Вилкове, вулиця Кірова, 53 |
| Церква євангельських християн-баптистівМісто Вилкове, вулиця Матросова, 7 |
| Свято — Архангело — Михайлівський храмВасилівка |
| Храм побудовано в 1863 році та освячено на честь Архистратига Михаїла. |
| Храм Покрова Пресвятої БогородиціСело Десантне, вулиця Шкільна |
| Храм побудовано в 1832 році та освячено на честь свята Покрови Пресвятої Богородиці. |
| Церква євангельських християн-баптистівСело Десантне, вулиця Одеська |
| Християни віри євангільськоїСело Десантне, вулиця Героїв Десантників |
| Свято — Димитрівський храмСело Дмитрівна, вулиця Калініна, 111-в |
| Закладено храм в 1850 році, а у 1860 році відбулося освячення храму на честь святого великомученика Димитрія Солунського. |
| Церква євангельських християн-баптистівСело Дмитрівка, вулиця Фрунзе |
| УПЦМП Свято-Пантелеймонівська церкваСело Ліски, вулиця Леніна, 36-а |
| Старовірський храм Преподобної ПараскевиМирне |
| Храм Преподобної Параскеви було освячено в 1887 році. |
| Свято — Архангело — Михайлівський храмМирне |
| Свято — Архангело — Михайлівський храм було освячено 6 жовтня 1912 року. |
| Свято — Георгієвський храм Української Православної церквиСело Новоселівка, вулиця Димитрова, 76-а |
| Храм святого Георгія було освячено в 1914 році. |
| Російська православна старообрядницька церква храм Казанської Божої МатеріСело Приморське, вулиця Леніна, 1 |
| Храм побудовано в 1903 році та освячено на честь ікони Казанської Божої Матері. Цей монументальний храм є одним із найкрасивіших храмів в Кілійському районі. |
| УПЦ МП Храм Преподобної ПараскевиСело Приозерне, вулиця Родіна, 59 |
| Храм Преподобної Параскеви було побудовано в 1816 році. Окремо від храму в 1857 році споруджено кам'яну дзвіницю. |
| Церква євангельських християн-баптистівСело Приозерне, вулиця Фрунзе, 60 |
| Церква християн віри євангельської «Мараната»Село Приозерне, вулиця, Леніна 68 |
| Свято — Троїцький храмСело Старі Трояни, вулиця Леніна, 96 |
| 22 серпня 1910 року на місті старого дерев'яного храму почато будівництво нового кам'яного, а 1 жовтня 1912 року будівництво було закінчено. Храм освячено в день Пресвятої Трійці на її честь. |
| Церква євангельських християн-баптистівСело Старі Трояни, вулиця С.Коваленко, 114 |
| Свято — Миколаївський храмСело Трудове, вулиця Леніна, 1 |
| У 1821 році відбулася закладка, а в 1831 році освячення храму на честь Святителя Миколи — Чудотворця. Згодом виникла потреба у зведенні нового храму. В 1896 році закладено перший камінь у будівництво храму Святого Миколая. Ця подія була приурочена до коронації російського царя Миколи II 14 травня 1896 року. Завдяки пожертвуванню царської сім'ї будівництво храму в 1897 році було завершено. Храм освячено 19 грудня на честь Святителя Миколи, архієпископа Мір Лікійських. В притворі храму знаходиться табличка з написом про те, що храм зведено в пам'ять коронації їх імператорської величності государя імператора Миколи та государині імператриці Олександри Федорівни. |
| Свято — Димитрівський храмСело Фурманівка, вулиця Тимошенко |
| Побудований кам'яний храм у 1896 році. 10 листопада тогож року відбулося освячення храму на честь святого великомученика Димитрія Солунського. |
| Церква християн адвентистів сьмого дняСело Фурманівка, вулиця Піонерська, 40 |
| Християнська місія милосердя та благодійності «Життя»Село Фурманівка, вулиця Радянська |
| Храм Рождества Пресвятої БогородиціСело Червоний Яр, вулиця Шкільна, 23 |
| Південно-християнська місія милосерддя та благодійності «Життя»Село Шевченкове, вулиця Тираспільська, 1-а |
| Свято — Іоанно — Богословський храмСело Шевченкове, вулиця Садова, 2 |
| Храм почали будувати в 1840 році неподалік від місця розташування зруйнованої дерев'яної церкви Марії Магдалини (1822—1829). Будівництво тривало 8 років. 9 жовтня 1848 року храм освячено, що було приурочено до дня Апостола та Євангеліста Іоанна Богослова. У 1891 році до храму прибудовані паламарня та ризниця. Першим її служителем був священник Іоанн Клодницький. |

### Культура
У Кілійському районі функціонують 21 клубних закладів (4 клуби та 17 будинків культури), 24 бібліотеки, Кілійська дитяча музична школа, що має філіали по населеним пунктам району, 4 музеї, в тому числі історико-краєзнавчий музей, а також Кілійський центр культури і мистецтв «Скіф». З 60 аматорських колективів 10 мають звання «народні». Чисельність працюючих у сфері культури становить — 212 осіб.
Книжковий фонд центральної бібліотечної системи становить близько 437,3 тисячі примірників. Значну роботу щодо накопичення знань з історії, етнографії, культури району зробив директор історико-краєзнавчого музею Б. О. Райнов.
Активну роботу по збереженню національної культури проводять чотири об'єднання національно-культурних меншин: Асоціація циган м. Кілії та району, Клійське районне молдовське товариство «Лучаферул», районне національно-культурне товариство старообрядців липован «Київська Русь» та районне болгарське культурно-освітнє об'єднання «Късмет», які мають за мету відродження національно-культурних традицій свого народу. Так, Асоціація ромів Кілійського району відкрила ромську школу, основною метою якої є забезпечення ромам, що проживають на території міста та району, можливості вивчення рідної мови, літератури, історії, освоєння національних, культурних цінностей та народних традицій. Основною метою громади «Късмет» є задоволення національно-культурних потреб у справі відродження болгарської мови, культури, історії, традицій та звичаїв болгар, захист своїх законних соціальних, економічних, творчих, спортивних, та інших інтересів. Метою ж районного молдовського товариства «Лучаферул» є збереження національної ідентичності і формування національної свідомості українських молдован, налагодження міжетнічної взаємодії, збереження миру та злагоди в країні.
| Заклади культури і мистецтва |                                            |
| --- | ------------------------------------------ |
| \| Назва закладу \| Адреса \| \| -------------------------------------- \| ------------------------------------------ \| \| Міський Будинок культури №1 \| Місто Кілія, вулиця Миру, 57 \| \| Міський Будинок культури №2 \| Місто Кілія, вулиця маяки, 120 \| \| Клуб на селищі Омарбія \| Місто Кілія, вулиця Л. Українки, 155 \| \| Районний Будинок культури \| Місто Кілія, вулиця Гагаріна, 23 \| \| Районний музей історії та краєзнавства \| Місто Кілія, вулиця Миру \| \| Міський Будинок культури \| Місто Вилкове, вулиця Леніна, 11 \| \| Сільський Будинок культури \| Село Десантне, вулиця Шкільна \| \| Сільський Будинок культури \| Село Дмитрівка, вулиця Калініна,111-а \| \| Сільська бібліотека \| Село Ліски, вулиця Леніна, 41 \| \| Сільський Будинок культури \| Село Ліски, вулиця Леніна, 37 \| \| Сільський Будинок культури \| Село Мирне, провулок Першотравневий, 15 \| \| Клуб \| Село Новомиколаївка, вулиця Леніна \| \| Сільський Будинок культури \| Село Новоселівка, вулиця Леніна, 58 \| \| Клуб \| Село Помазани, вулиця Леніна \| \| Сільський Будинок культури \| Село Приморське, вулиця Леніна, 33 \| \| Сільський Будинок культури \| Село Приозерне, вулиця Родіна, 67 \| \| Сільський Будинок культури \| Село Старі Трояни, вулиця Леніна, 78 \| \| Сільська бібліотека \| Село Старі Трояни, вулиця Леніна, 71 \| \| Сільський Будинок культури \| Село Трудове, вулиця Леніна, 6 \| \| Сільський Будинок культури \| Село Фурманівка, вулиця Кірова, 1 \| \| Сільський Будинок культури \| Село Червоний Яр, вулиця Комсомольська, 25 \| \| Сільська бібліотека \| Село Червоний Яр, вулиця Шкільна, 24 \| \| Сільська бібліотека \| Село Шевченкове, вулиця Дунайська, 1 \| \| Сільський Будинок культури \| Село Шевченкове, вулиця М.А.Музики, 83 \| |                                            |
| Назва закладу | Адреса                                     |
| Міський Будинок культури №1 | Місто Кілія, вулиця Миру, 57               |
| Міський Будинок культури №2 | Місто Кілія, вулиця маяки, 120             |
| Клуб на селищі Омарбія | Місто Кілія, вулиця Л. Українки, 155       |
| Районний Будинок культури | Місто Кілія, вулиця Гагаріна, 23           |
| Районний музей історії та краєзнавства | Місто Кілія, вулиця Миру                   |
| Міський Будинок культури | Місто Вилкове, вулиця Леніна, 11           |
| Сільський Будинок культури | Село Десантне, вулиця Шкільна              |
| Сільський Будинок культури | Село Дмитрівка, вулиця Калініна,111-а      |
| Сільська бібліотека | Село Ліски, вулиця Леніна, 41              |
| Сільський Будинок культури | Село Ліски, вулиця Леніна, 37              |
| Сільський Будинок культури | Село Мирне, провулок Першотравневий, 15    |
| Клуб | Село Новомиколаївка, вулиця Леніна         |
| Сільський Будинок культури | Село Новоселівка, вулиця Леніна, 58        |
| Клуб | Село Помазани, вулиця Леніна               |
| Сільський Будинок культури | Село Приморське, вулиця Леніна, 33         |
| Сільський Будинок культури | Село Приозерне, вулиця Родіна, 67          |
| Сільський Будинок культури | Село Старі Трояни, вулиця Леніна, 78       |
| Сільська бібліотека | Село Старі Трояни, вулиця Леніна, 71       |
| Сільський Будинок культури | Село Трудове, вулиця Леніна, 6             |
| Сільський Будинок культури | Село Фурманівка, вулиця Кірова, 1          |
| Сільський Будинок культури | Село Червоний Яр, вулиця Комсомольська, 25 |
| Сільська бібліотека | Село Червоний Яр, вулиця Шкільна, 24       |
| Сільська бібліотека | Село Шевченкове, вулиця Дунайська, 1       |
| Сільський Будинок культури | Село Шевченкове, вулиця М.А.Музики, 83     |

Під охороною знаходиться 105 пам'яток Кілійського району: 31 — містобудування та архітектури, 6 — археології, 7 — історії та 37 — монументального мистецтва. В містах Кілія і Вилкове та селах Шевченкове і Дмитрівка розташовані 6 парків та 5 фонтанів.
Пам'ятники історії та культури Кілійського району

Пам'ятник В.І.Леніну (Кілія)
Пам'ятник невідомому матросу (Кілія)
Пам'ятник Богдану Хмельницькому (Кілія)
Пам'ятник (Кілія)
Пам'ятник морякам (Вилкове)
Пам'ятник рибалці (Вилкове)
Пам'ятник Старообрядцям (Вилкове)
Меморіал Учасникам Татарбунарського повстання (Вилкове)
Пам'ятник В.І.Леніну (Вилкове)
Пам'ятник (Приморське)
Пам'ятник невідомому солдату (Приморське)
Пам'ятник (Приморське)
Бюст С.К.Тимошенко — Маршал Радянського Союзу (Фурманівка)
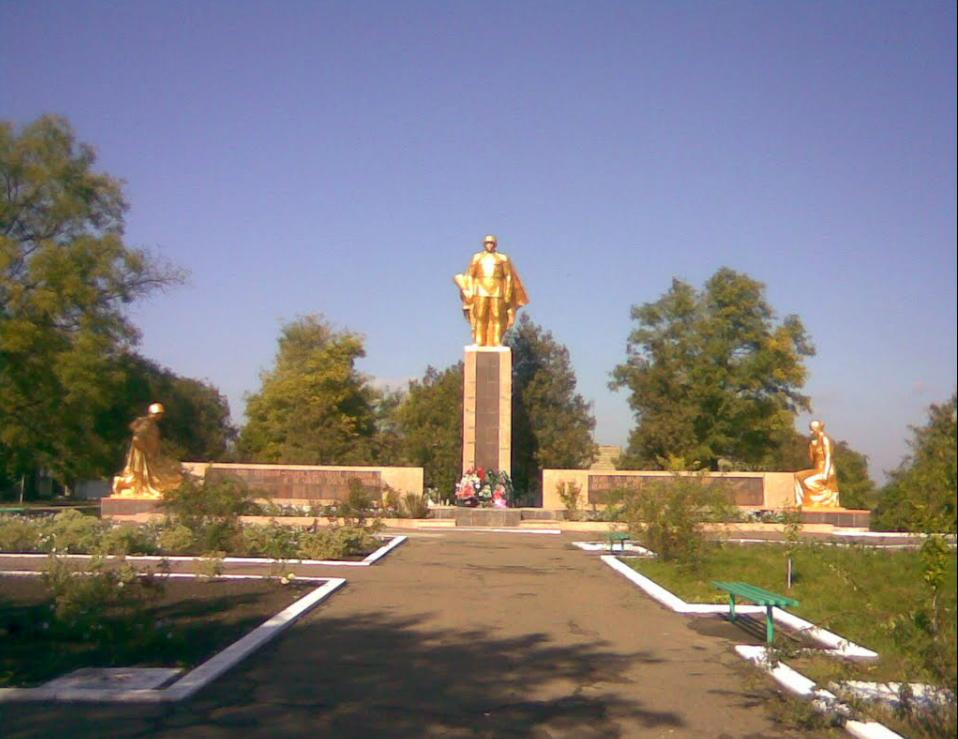
Меморіальний комплекс «Полеглим у Вітчизняній війні» та Вічний вогонь (Шевченкове)
Пам'ятник Т.Г.Шевченку (Шевченкове)
Слава Героям Татарбунарського повстання, що полягли в боротьбі з румунськими боярами (вересень 1924 р.)
Пам'ятник В.І.Леніну (Шевченкове)
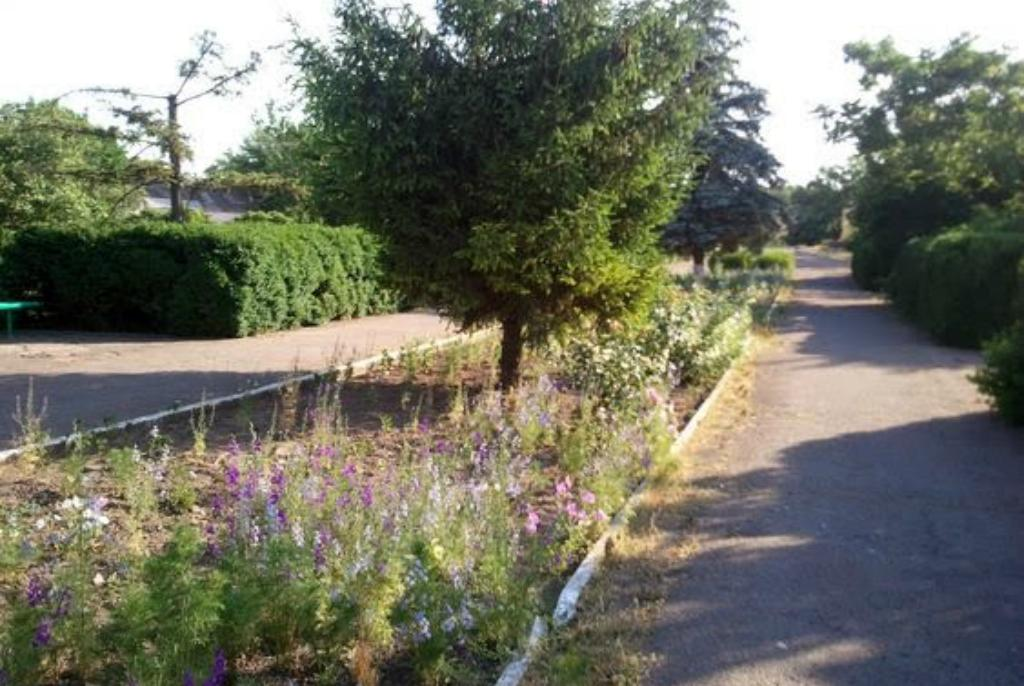
Шевченківський парк
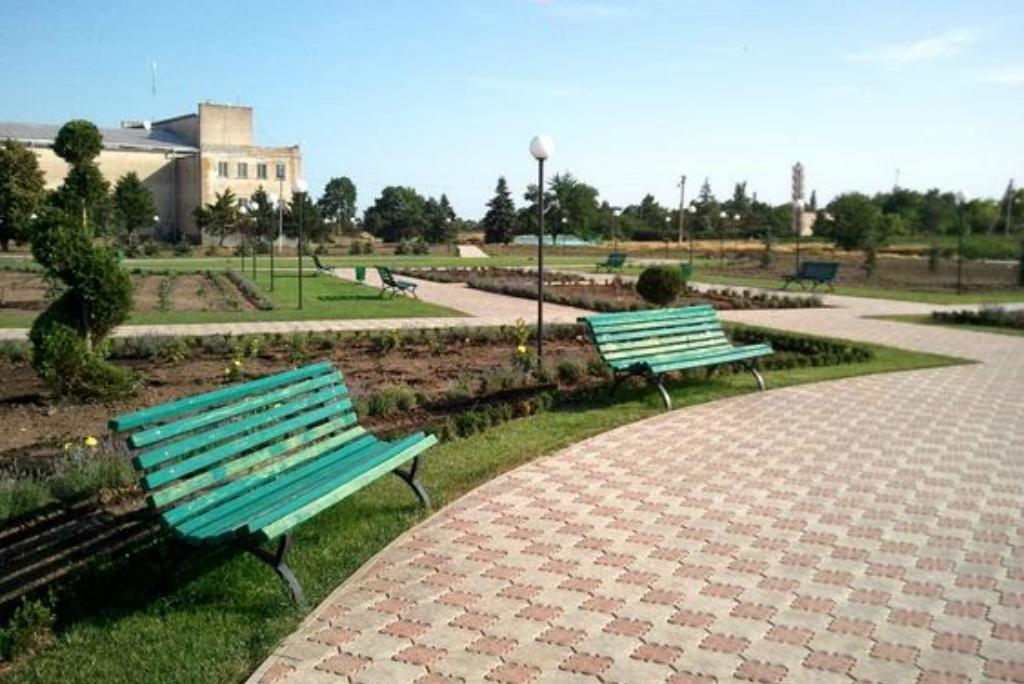
Парк розваг

### Фізична культура і спорт
У Кілійському районі функціонує районний спортивний комплекс «Дунаєць», 2 ДЮСШ, в яких працює 44 тренера. Фізкультурною та спортивною діяльністю в цих закладах охоплено 1 114 вихованців. Вихованці ДЮСШ беруть участь у міжнародних змаганнях з футболу, баскетболу, в першості Європи та Чемпіонаті Світу. Неодноразово посідали призові місця в різноманітних змаганнях команди баскетболістів та борців Кілійської ДЮСШ.
Примножують славу Кілійського району веслувальники Вилківської ДЮСШ, яка 1 вересня 2011 року справила 20-річний ювілей та перемогу п'ятерих випускників Вилківської ДЮСШ Чемпіонаті України серед дорослих. Серед вихованців — заслужений майстер спорту, 2 майстри спорту міжнародного класу, 13 майстрів та більше ста кандидатів у майстри: Олексій Калинович Голубов, який у 2011 році отримав звання заслуженого тренера України; дворазовий бронзовий призер світових першостей, чемпіон Європи Михайло Лучник, який в складі збірної України став чемпіоном світу; дворазовий бронзовий призер Чемпіонату Європи 2011 року, фіналіст континентального мундіалю Олександр Голубов; фіналіст Чемпіонату Європи Григорій Будніченко; Василь Зельніченко, котрий на Перших юнацьких Олімпійських іграх у Сінгапурі фінішував шостим та був другим на першості континенту, Микола Кремер, ім'я котрого зберігається на п'єдесталах пошани світових та континентальних чемпіонатів та ін.
З метою подальшого розвитку фізичної культури та спорту, а також пріоритетних видів спорту, таких як баскетбол, футбол, волейбол, настільний теніс, шахи, шашки, веслування на байдарках і каное, вільна боротьба, художня гімнастика, армреслінг у районі діють відповідні програми якими щороку передбачається в районному бюджеті фінансування спортивних заходів. При залученні дітей до занять фізичною культурою та спортом особлива увага приділяється дітям з девіантною поведінкою, які перебувають на обліку в службі у справах дітей. Постійно проводяться першості району з вільної боротьби, футболу та міні-футболу, шахів та шашок, з волейболу, з настільного тенісу, з веслування на байдарках і каное, та баскетболу. Команди району по футболу «Давос» та «Кілієць» беруть участь у першості Одеської області.

### Туризм і рекреація

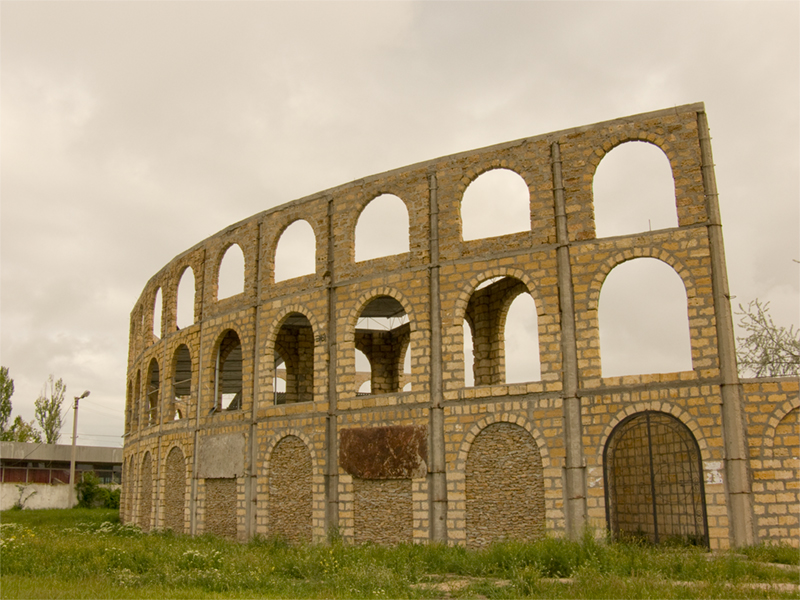
Кілійський Колізей в селі Приморському

Розмаїття флори й фауни дельти Дунаю, унікальність міста Вилкове, багата і цікава історія одного з найстаріших міст України Кілії, пологе широке піщане узбережжя Чорного моря в рекреаційній зоні села Приморське та острів Зміїний створюють передумови для розвитку в районі різних видів туризму, зокрема лікувально-оздоровчого, зеленого (сільського), історичного, екологічного і круїзного. Завдяки унікальності розташування острова Зміїний, цікавому підводному ландшафту, рослинному і тваринному світові Чорного моря активно розвивається дайвінг.
Послуги екологічного туризму в районі надаються Дунайським біосферним заповідником, який разом з ВАТ «Вилкове-Пелікан-Тур», ПТП «Вилкове-Тур», ТОВ «Салікс», ВАТ «УДП», ПП Тукало та іншими суб'єктами підприємництва. Місцеві туристичні фірми співпрацюють з туристичною фірмою «Транскруїз» м. Ізмаїл, яка організовує заходи круїзних кораблів у дельту Дунаю для іноземних туристів з відвідуванням міста Вилкове. В районі розроблено цікаві туристичні маршрути, зокрема у місті Вилкове та дельті Дунаю пропонуються 18 видів турів серед яких найпопулярніші: «Нульовий кілометр» — відвідування пам'ятного знаку в місці впадіння Дунаю в Чорне море, «Місто на воді» — екскурсія по каналах Вилкова, «Вінок Дунаю» включає дегустацію місцевого вина, «Лісове озеро» та «Кордон Євросоюзу».
Активно розвивається сільський (зелений) туризм. Набувають туристичного попиту відвідання приватних садиб, що приймають туристів та відпочивальників і надають послуги екскурсії дельтою Дунаю, та рибальства: агросадиба Семибратьєва Н. І. (острів Білгородський, гирло Білгородське), агросадиба Семенової М. М. (м. Вилкове, вул. Приморська № 45/Б), агросадиба Тодорової Н. Х. (м. Вилкове, вул Приморська № 44/Б). Щороку кількість туристів, які відвідали Вилкове та дельту Дунаю досягає понад 25 тисяч осіб, із них понад 6 тисяч іноземці.
В період активного туристичного сезону (червень-серпень) значна кількість туристів які відвідують дельту Дунаю, відпочивають на узбережжі Чорного моря в рекреаційній зоні села Приморське де працюють 87 баз відпочинку і 4 дитячих оздоровчих табори, де одноразово можна розмістити до 7 тисяч відпочивальників.
З метою просування туристичного продукту в місті Вилкове створена громадська організація «Придунайський інформаційно-туристичний центр», який представляє туризм всього Придунав'я.
Кілійським районним історико-краєзнавчим музеєм у музеї та по містах регіону влаштовуються екскурсії за туристичними маршрутами — «Кілія історична», «Перлина Кілії», «Кілія літературна». В місті Вилкове діє приватний краєзнавчий музей О. Шаронова, який включає значну картинну галерею сучасного живопису і мистецтва.
| \| Нульовий кілометрЗа 10 кілометрів на схід від міста Вилкове \| \| Розташований на Делюковій косі при впадінні Дунаю (Анкудінове гирло) в Чорне море. Відстані по Дунаю, на відміну від інших річок світу, вказується від гирла. А все тому, що в Шварцвальді, біля витоків річки, не змогли домовитися — який з трьох струмків є початком Дунаю. Зупинка на нульовому кілометрі — відмінна можливість побачити місце, де річка, що зв'язує воєдино десять країн: Україну, Румунію, Молдову, Болгарію, Сербію, Хорватію, Угорщину, Словаччину, Австрію і Німеччину, водночас закінчується (впадає в море) і починається 0 км. Аналогічний знак був встановлений ще в XIX столітті в гирлі Сулінського рукава Дунаю під керівництвом сера Чарльза Августуса Хартлі (головного інженера Європейської Дунайської комісії 1856–1872 рр.), який в 1870-х роках створив проект модернізації Одеського порту, брав участь у проектуванні Суецького каналу. \| \| Острів ЗміїнийЗа 35 кілометрів на схід від чорноморського узбережжя дельти Дунаю \| \| Згідно з давньогрецькою легендою, острів підняла з дна моря богиня Фетіда для свого сина Ахілла. Перша згадка про Зміїний зустрічається в джерелах кінця VII століття до н. е., де називається Левка (Біла). Острів згадується в записах Овідія, Страбона і Геродота. На Зміїному був споруджений, а пізніше зруйнований храм Ахілла. Руїни храму (квадратна споруда зі сторонами близько 30 метрів) були знайдені і описані в 1823 році, а в 1843 році значна частина будівельних матеріалів від цих руїн була використана для будівництва на острові маяка. З часів середньовіччя острів належав Туреччині. 3 (14) липня 1788 року біля острова, який тоді називався Фідонісі, відбулася морська битва, в якій російський флот здобув перемогу. Після перемоги Російської імперії у Російсько-турецькій війні 1828—1829 років Зміїний відійшов до Росії. За дипломатичним угодою, підписаною Миколою Шутовим (від СРСР) та Едуардом Мезінческу (від Румунії), острів Зміїний з 23 травня 1948 року переходив до складу СРСР. У 2002 році Кабінет Міністрів України затвердив програму господарської діяльності на острові Зміїний до 2006 року. В рамках програми острів увійшов до складу Кілійського району Одеської області. На острові було споруджено причал для суден з осадкою до 8 метрів, хвилеріз, декілька господарських споруд, та висаджені дерева. У перспективі заплановано відкриття туристичного і дайвінг-центрів, а також створення регулярного поромного сполучення з Кілією. На початку 2007 року розташований на острові житловий комплекс отримав офіційний статус селища (Білого) у складі Кілійського району. \| \| Українська ВенеціяВилкове \| \| Місто де зливаються води Дунаю і Чорного моря в народі назване «Українською Венецією», містом каналів і човнів, рибаків і виноробів. Місто Вилкове розташоване прямо біля моря на кордоні з Румунією. Місто поділено на нову і стару частину. Незвичайність міста Вилкове в тому, що стара частина міста розташована на воді. Замість вулиць там — канали, по яких переміщаються, в основному, на своєрідних українських «гондолах» і моторних човнах. \| \| Мисливські та рибальські угіддя КілійщиниВилкове \| \| До основних таких місць належать річка Дунай та Дунайський біосферний заповідник з Стенцовсько-Жебрияновськими плавнями, озеро Китай, лиман Сасик (Кундук) та безліч каналів і інших водоймищ. \| \| Курортно-розважальна зонаЗа 2 кілометри на схід від села Приморське \| \| Протяжність зони близько 6 кілометрів. \| |
| Нульовий кілометрЗа 10 кілометрів на схід від міста Вилкове |
| Розташований на Делюковій косі при впадінні Дунаю (Анкудінове гирло) в Чорне море. Відстані по Дунаю, на відміну від інших річок світу, вказується від гирла. А все тому, що в Шварцвальді, біля витоків річки, не змогли домовитися — який з трьох струмків є початком Дунаю. Зупинка на нульовому кілометрі — відмінна можливість побачити місце, де річка, що зв'язує воєдино десять країн: Україну, Румунію, Молдову, Болгарію, Сербію, Хорватію, Угорщину, Словаччину, Австрію і Німеччину, водночас закінчується (впадає в море) і починається 0 км. Аналогічний знак був встановлений ще в XIX столітті в гирлі Сулінського рукава Дунаю під керівництвом сера Чарльза Августуса Хартлі (головного інженера Європейської Дунайської комісії 1856–1872 рр.), який в 1870-х роках створив проект модернізації Одеського порту, брав участь у проектуванні Суецького каналу. |
| Острів ЗміїнийЗа 35 кілометрів на схід від чорноморського узбережжя дельти Дунаю |
| Згідно з давньогрецькою легендою, острів підняла з дна моря богиня Фетіда для свого сина Ахілла. Перша згадка про Зміїний зустрічається в джерелах кінця VII століття до н. е., де називається Левка (Біла). Острів згадується в записах Овідія, Страбона і Геродота. На Зміїному був споруджений, а пізніше зруйнований храм Ахілла. Руїни храму (квадратна споруда зі сторонами близько 30 метрів) були знайдені і описані в 1823 році, а в 1843 році значна частина будівельних матеріалів від цих руїн була використана для будівництва на острові маяка. З часів середньовіччя острів належав Туреччині. 3 (14) липня 1788 року біля острова, який тоді називався Фідонісі, відбулася морська битва, в якій російський флот здобув перемогу. Після перемоги Російської імперії у Російсько-турецькій війні 1828—1829 років Зміїний відійшов до Росії. За дипломатичним угодою, підписаною Миколою Шутовим (від СРСР) та Едуардом Мезінческу (від Румунії), острів Зміїний з 23 травня 1948 року переходив до складу СРСР. У 2002 році Кабінет Міністрів України затвердив програму господарської діяльності на острові Зміїний до 2006 року. В рамках програми острів увійшов до складу Кілійського району Одеської області. На острові було споруджено причал для суден з осадкою до 8 метрів, хвилеріз, декілька господарських споруд, та висаджені дерева. У перспективі заплановано відкриття туристичного і дайвінг-центрів, а також створення регулярного поромного сполучення з Кілією. На початку 2007 року розташований на острові житловий комплекс отримав офіційний статус селища (Білого) у складі Кілійського району. |
| Українська ВенеціяВилкове |
| Місто де зливаються води Дунаю і Чорного моря в народі назване «Українською Венецією», містом каналів і човнів, рибаків і виноробів. Місто Вилкове розташоване прямо біля моря на кордоні з Румунією. Місто поділено на нову і стару частину. Незвичайність міста Вилкове в тому, що стара частина міста розташована на воді. Замість вулиць там — канали, по яких переміщаються, в основному, на своєрідних українських «гондолах» і моторних човнах. |
| Мисливські та рибальські угіддя КілійщиниВилкове |
| До основних таких місць належать річка Дунай та Дунайський біосферний заповідник з Стенцовсько-Жебрияновськими плавнями, озеро Китай, лиман Сасик (Кундук) та безліч каналів і інших водоймищ. |
| Курортно-розважальна зонаЗа 2 кілометри на схід від села Приморське |
| Протяжність зони близько 6 кілометрів. |

### Благоустрій
Переважна більшість населених пунктів району забезпечені питною водою. Майже всю прісну воду Кілійщині дає річка Дунай. Частина сіл району та місто Кілія підключені до Кілійського групового водопроводу. Централізованим водопостачанням охоплено 37 % сільських населених пунктів. Велика доля населення району користується привізною водою. Також в районі налічується близько 600 артезіанських свердловин та шахтних колодязів.

## Особистості
- Бабенко О. Ф. — Генерал-лейтенант Радянської армії ЗС СРСР
- Балкан Володимир Васильович — доктор математичних наук, професор економічної академії міста Кишинів
- Балтянський М. З. — Заслужений журналіст України, письменник
- Бейнарович Євгенія Леонідівна — член Союзу письменників Білорусі, поетеса[85]
- Боделан Руслан Борисович — український політик, Народний депутат України 1-го скликання від 311 округу і 1-го скликання від 312 округу, перший секретар Одеського обласного комітету КПУ, голова Одеської обласної ради, міський голова Одеси 1998—2005 рр.
- Большаков Михайло Іванович — український письменник[86]
- Бондаренко М. А. — історик-краєзнавець
- Бойченко І. В. — професор Київського Національного Університету ім. Шевченка, доктор філософських наук
- Бойченко П. І. — Депутат Одеської обласної ради
- Борисов Валерій Дмитрович — кандидат економічних наук, Народний депутат України 5-го та 6-го скликань
- Ботошанський Яків Абрамович — єврейський письменник, драматург, критик, журналіст
- Боцу Павло Петрович — молдовський радянський поет, письменник, співак, голова Союзу письменників Молдови, голова Верховної Ради Молдови (1971—1973)
- Бочкович Кирило Васильович — заступник командира окремого взводу протиповітряної оборони 384-го окремого батальйону морської піхоти Одеської військово-морської бази Чорноморського флоту, Герой Радянського Союзу
- Буков Єміліан Несторович — молдовський письменник, поет
- Вієру Раїса Федорівна — кандидат філологічних наук, доцент кафедри латинської мови медичного інституту Молдови
- Гречкосій Д. П. — екс-голова Кілійського райвиконкому
- Дубовой Олександр Федорович — Народний депутат України 6-го скликання від 128 округу
- Коваленко Юрій Миколайович — Заслужений артист України, актор-імітатор
- Константиновський Ілля Давидович — румунський та радянський письменник, драматург, публіцист та перекладач
- Котанов Федір Євгенович — командир 384-го окремого Червонопрапорного Миколаївського батальйону морської піхоти, Герой Радянського Союзу
- Криуленко Анатолій Михайлович — член союзу художників України та член союзу художників Ізмаїлу
- Крук Юрій Борисович — Народний депутат України 2 — 7 скликань
- Куниця Микола Андрійович — історик, російський письменник
- Мартін Георгій Георгійович — заступник міністра оборони Молдови, учасник бойових дій Афганістану, генерал-майор
- Музика М. А. — Герой Соціалістичної Праці, Депутат Верховної Ради УРСР
- Накко Ольга Єгорівна — молдовсько-російська письменниця
- Наку Іван Максимович — науковий співробітник Кишинівського Університету, директор Астро-Обсерваторії, має 11 робіт і 8 монографій в області астрономії
- Наку Микола Федорович — кандидат медичних наук, заступник міністра охорони здоров'я Молдови (1963—1976)
- Петку Михайло Георгійович — рекордсмен Кілійщини, пропрацював на посаді директора Приозернянської школи 45 років (1962—2007)
- Поджаров Іван Іванович — державний діяч, Народний депутат України 1-го скликання від 311 округу
- Рибаков Ігор Олександрович — Народний депутат України 5-го та 6-го скликань
- Смаль К. А. — фольклорист, композитор
- Тимошенко Семен Костянтинович — Маршал Радянського Союзу
- Ткаченко Іван Валерійович — придністровський політик, міністр охорони здоров'я і соціального захисту
- Шаргородська В. А. — фольклорист, поетеса
- Шведов Федір Никифорович — російський фізик, ректор Новоросійського університету
- Шкуропат А. П. — член Спілки художників України, художник
- Шкуропат І. Г. — кандидат фізико-математичних наук
- Яровий Петро Павлович — стрілець 929-го стрілецького полку (254-та стрілецька дивізія, 52-га армія, 2-й Український фронт), Герой Радянського Союзу.
- Яновер М. — публіцист, історик